# Lijst van kantongerechten in Nederland
Het kantongerecht was in Nederland van 1838 tot 2002 het laagste niveau in de rechtspraak. Het kanton, het rechtsgebied van de kantonrechter, werd al in 1811, tijdens de Franse tijd, ingevoerd. Het kanton was zetel voor één rechter, eerst de vrederechter, later de kantonrechter. Bij de overgang van vrederechter naar kantonrechter werden de kantons opnieuw ingedeeld, wat in de praktijk vooral samenvoeging inhield.
De plaatselijke rechters moesten het de eerste jaren vaak doen zonder eigen gerechtsgebouw. Huisvesting was de verantwoordelijkheid van de gemeente waar het gerecht was gevestigd. Pas vanaf 1840 wordt op grote schaal begonnen met de bouw van aparte gerechtsgebouwen, eerst de provinciale hoven en de rechtbanken, daarna ook de kantongerechten. Hoewel het kantongerecht als instituut niet meer bestaat zijn de meeste gebouwen bewaard gebleven. Een groot aantal van de oude kantongerechten is rijksmonument. Veel van deze gebouwen werden ontworpen door vader en zoon Metzelaar.
De onderstaande lijst geeft per provincie een opsomming van alle kantongerechten die hebben bestaan. Daarbij wordt het jaar van de bouw van het gerecht, het jaar van opheffing van het kanton en de klassenindeling gegeven. Als niets wordt vermeld geldt dat het kantongerecht is gesticht in 1838. Slechts een enkel kanton is nog na die datum ingesteld. Van de kantons die niet in een eigen lemma worden beschreven wordt tevens de samenstelling van het kanton gegeven.
Kantons waren verdeeld in drie klassen. De klasse bepaalde met name de hoogte van het tractement van de kantonrechter en zijn griffier. Zo verdiende de kantonrechter in een kanton van de 1ste klasse in 1879 3.000 guldens, van de 2de klasse 2.500 en de kantonrechter in een kanton van de 3de klasse 2.200 guldens. Alle kantongerechten in een hoofdplaats van een provincie waren van de 1ste klasse, daarnaast waren Amsterdam, Rotterdam en Leiden kantons der 1ste klasse. De 2de klasse was voornamelijk toegekend aan kantons in de hoofdplaatsen van de arrondissementen die geen provinciehoofdstad waren.

## Groningen

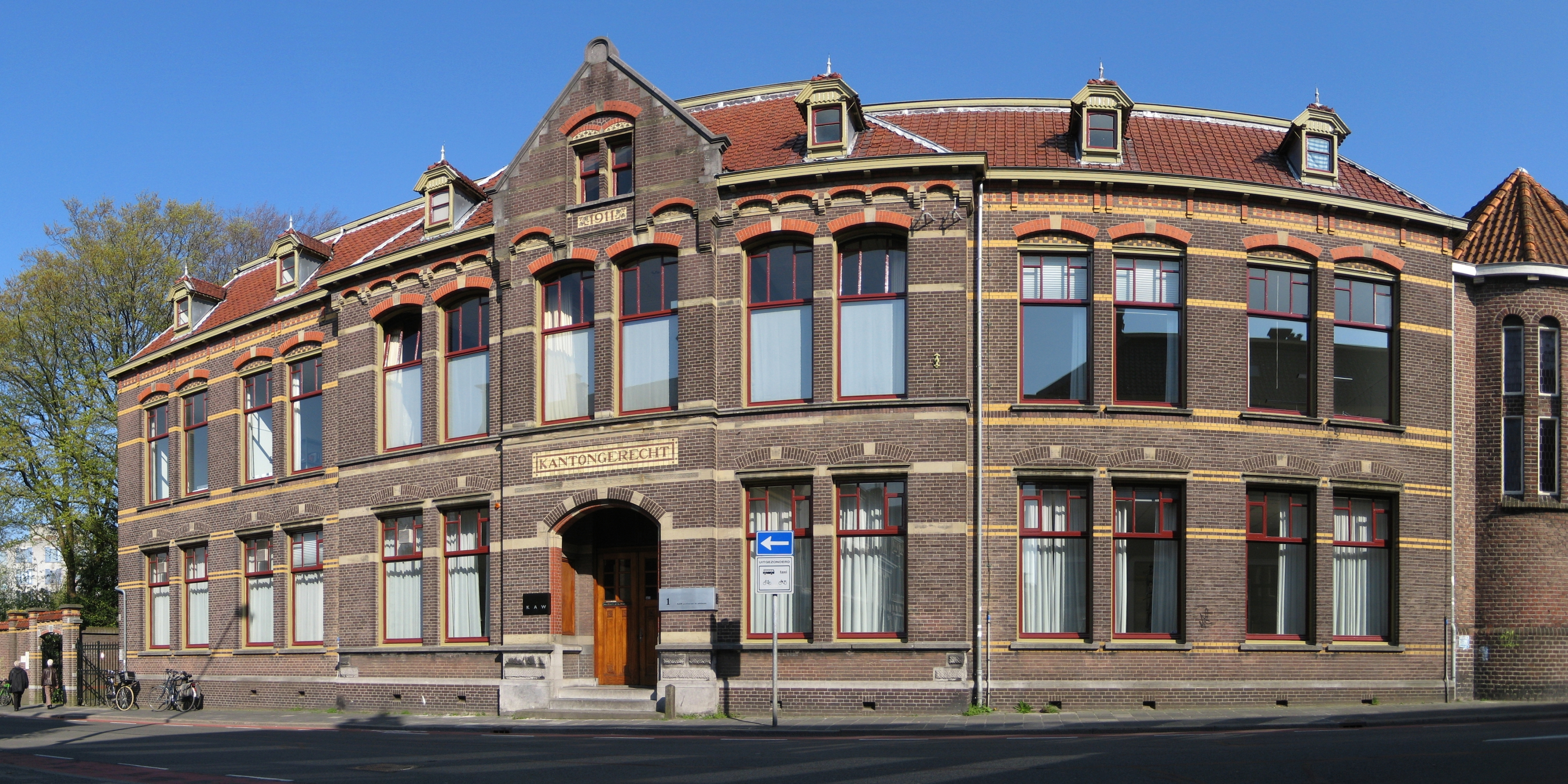
Voormalig kantongerecht aan de Kattenhage in Groningen

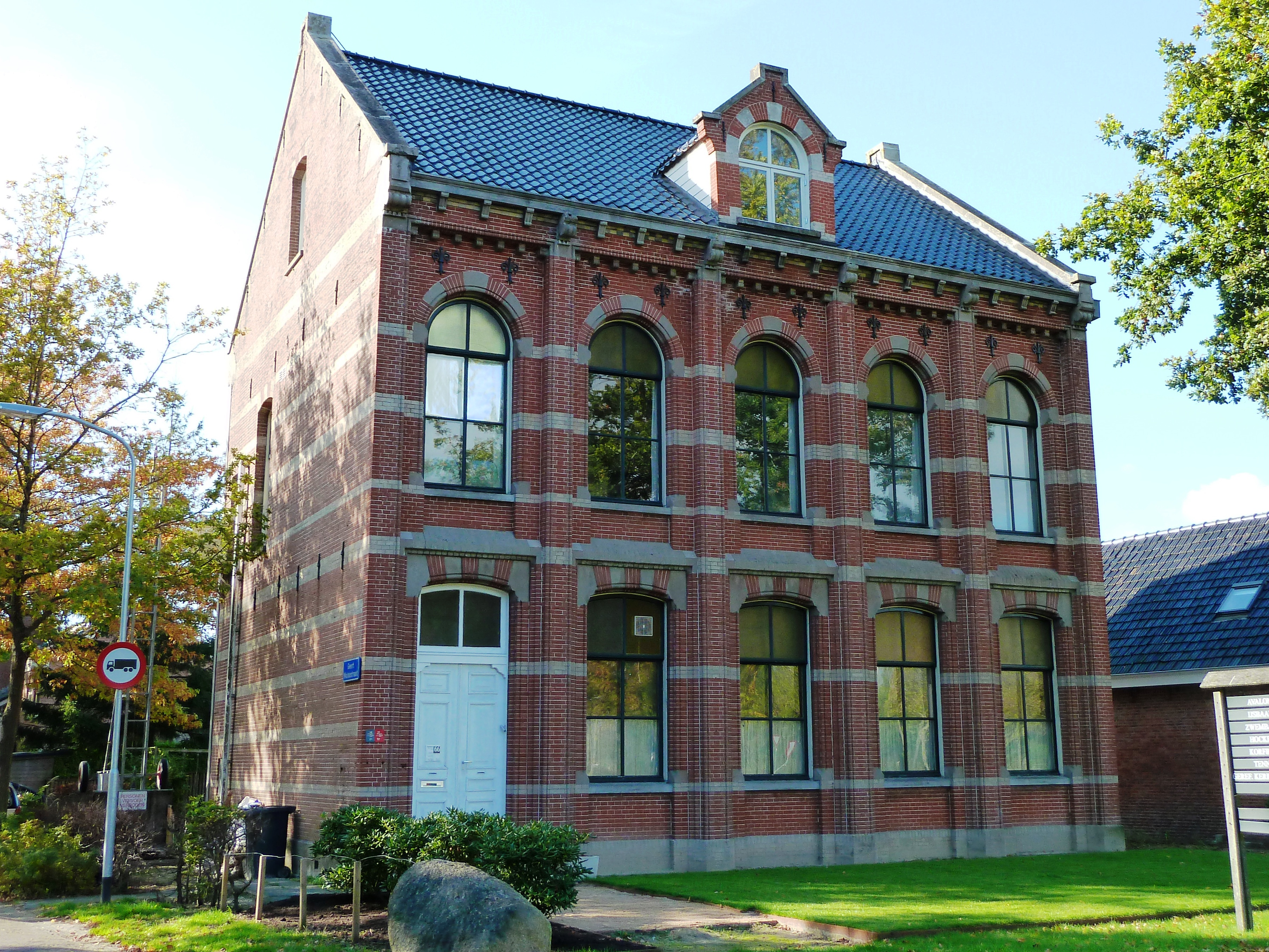
Voormalig kantongerecht in Zuidhorn

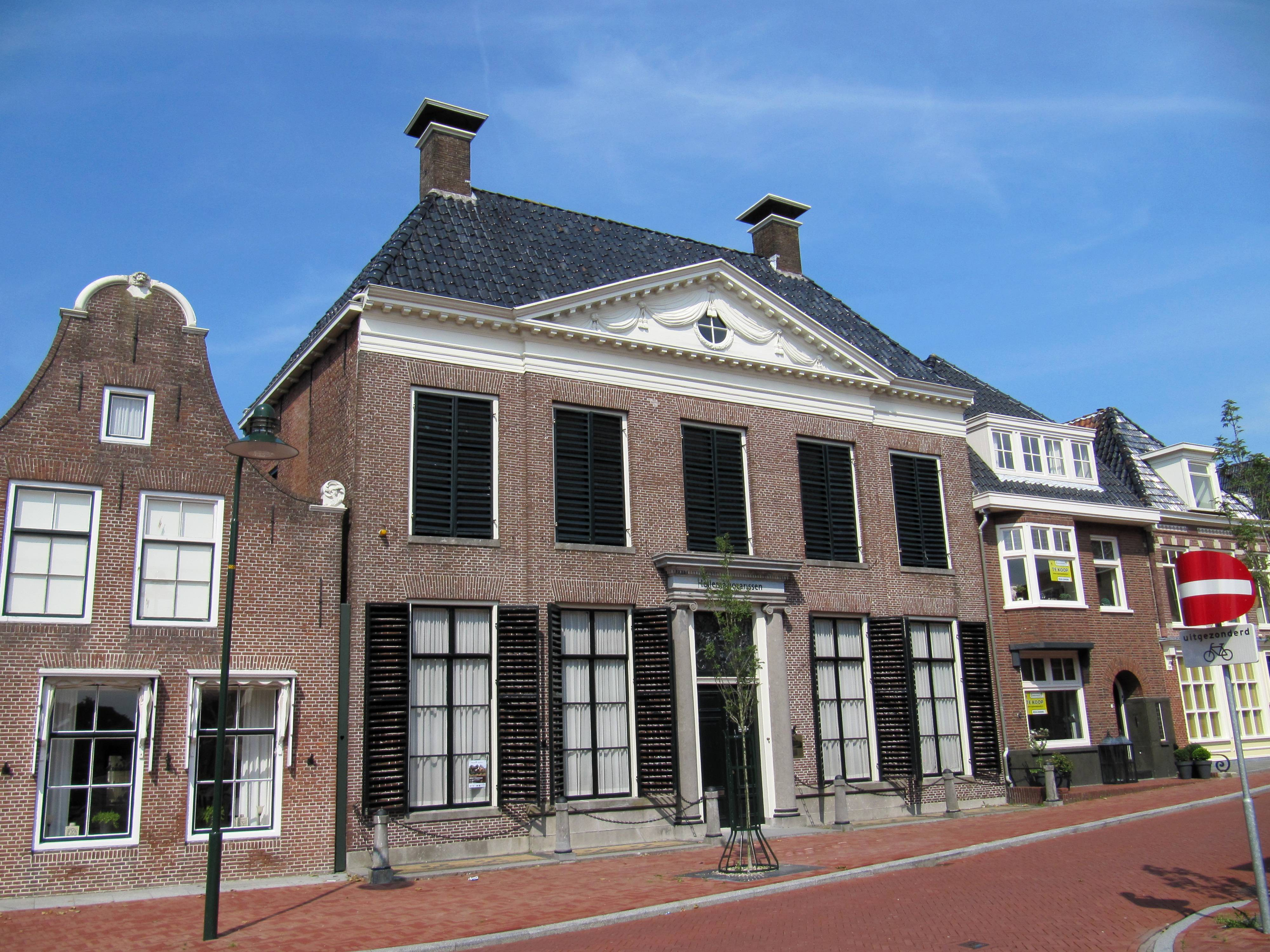
Voormalig kantongerecht in Dokkum

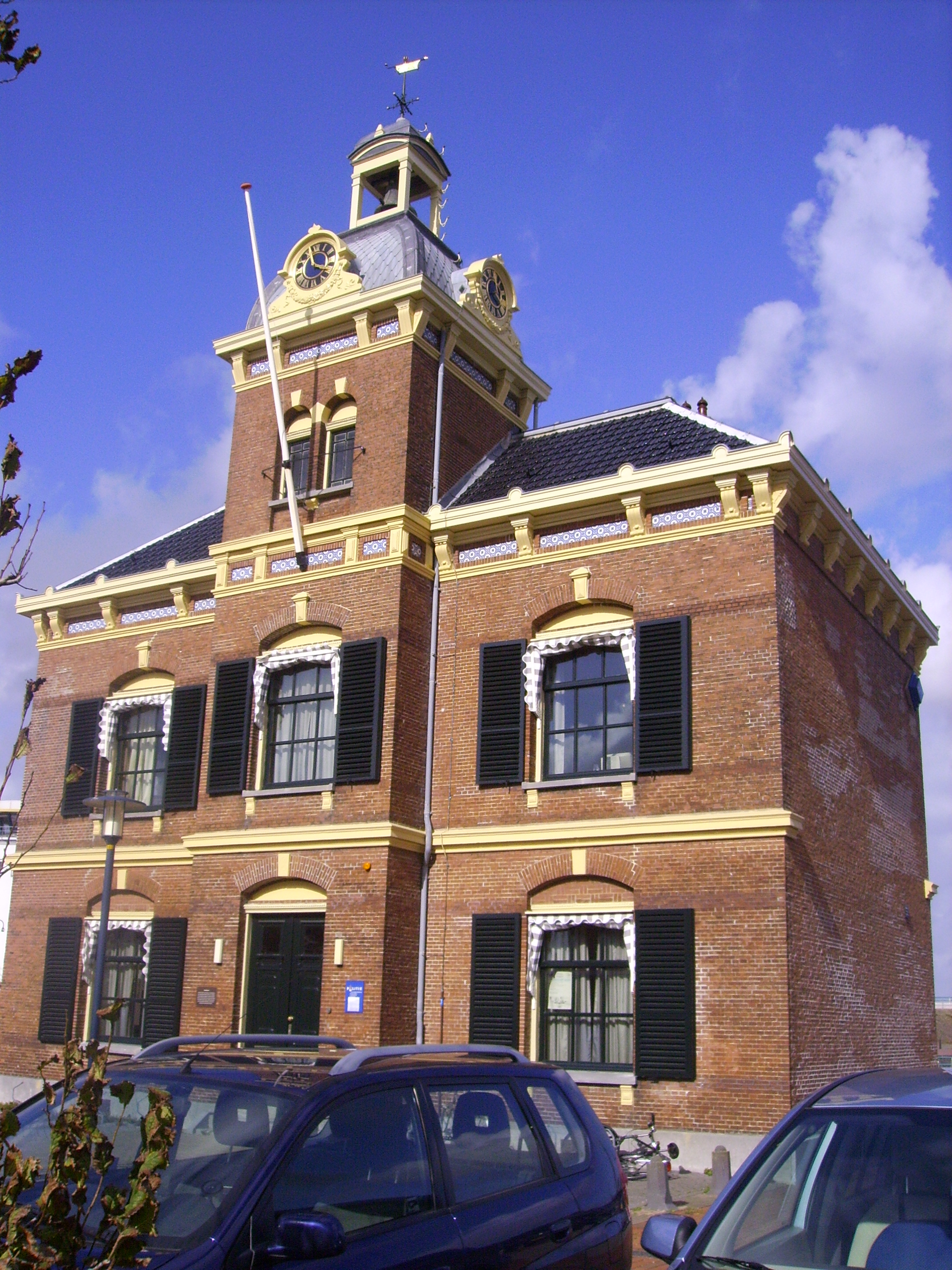
Voormalig kantongerecht in Harlingen

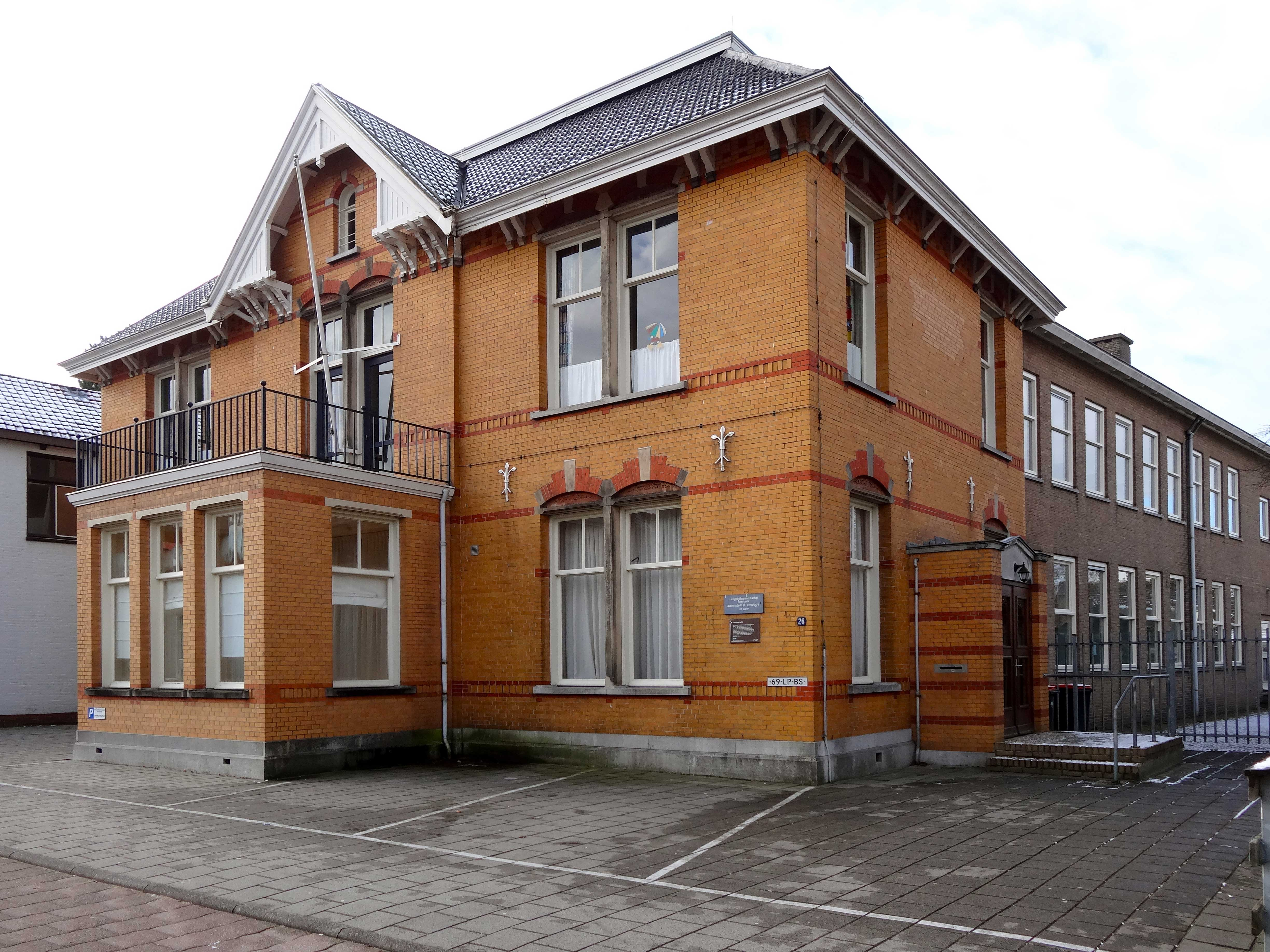
Voormalig kantongerecht Hoogeveen

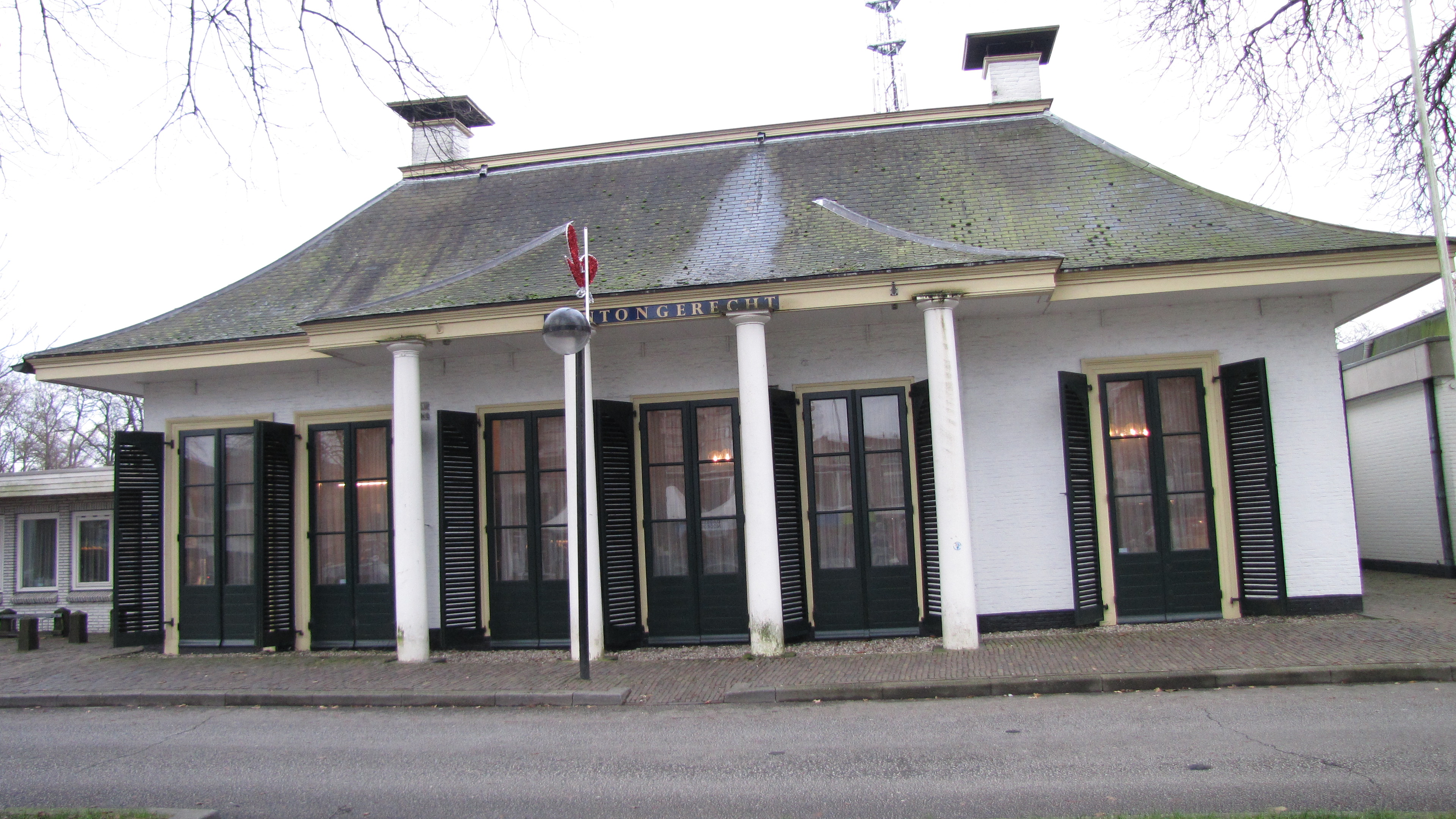
Kantongerecht in Emmen

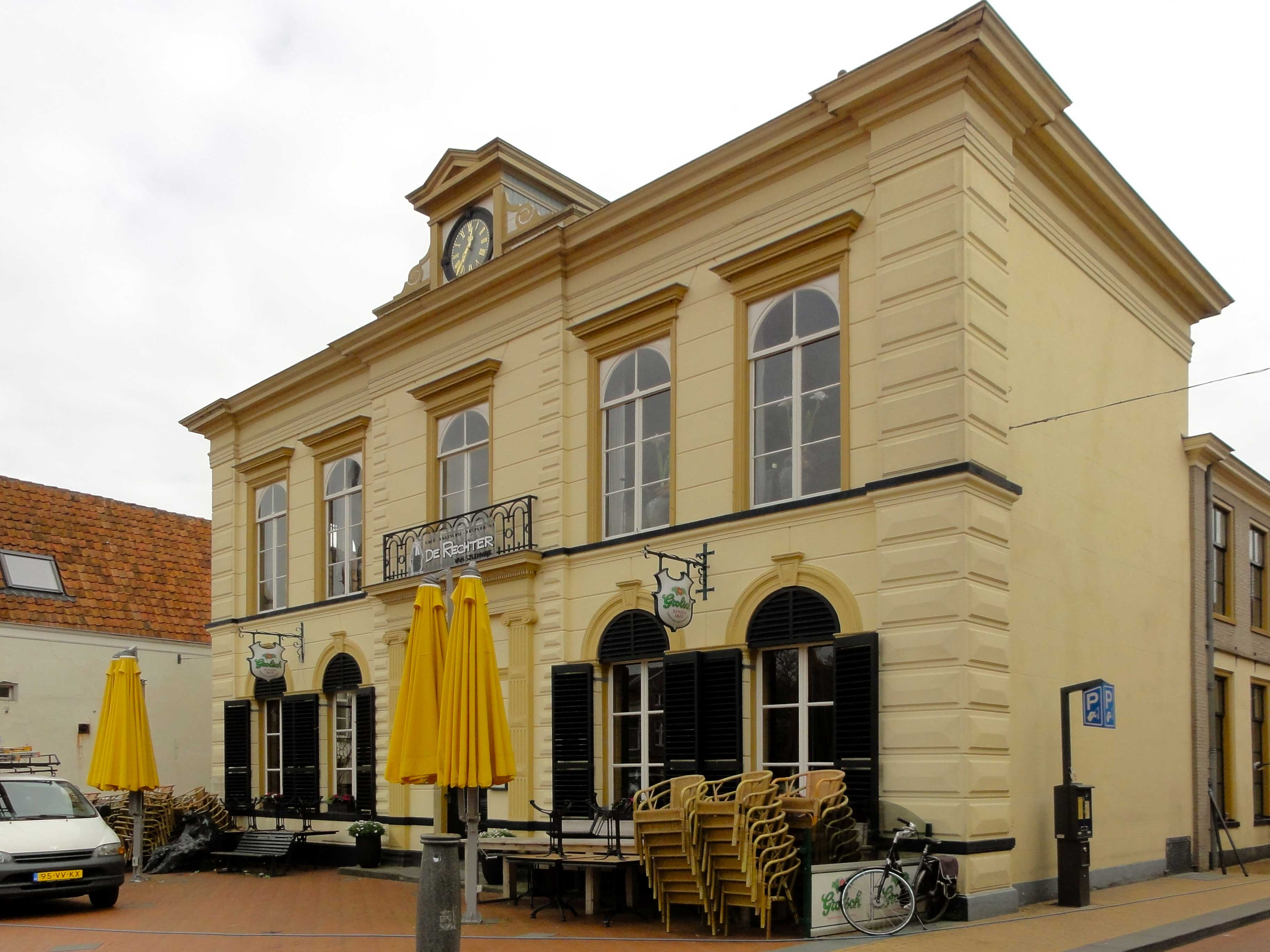
Voormalig kantongerecht in Steenwijk

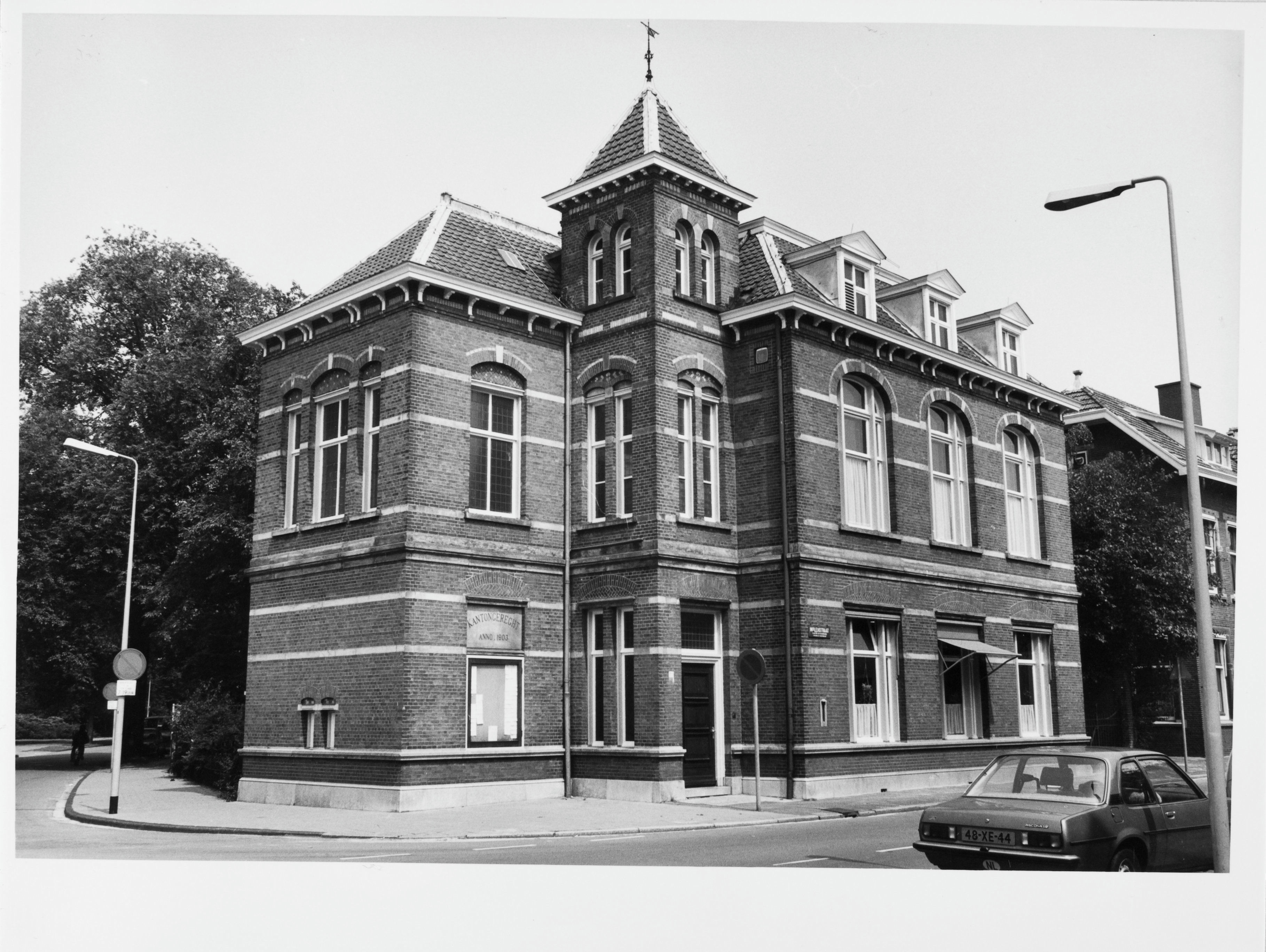
Het kantongerecht van Enschede

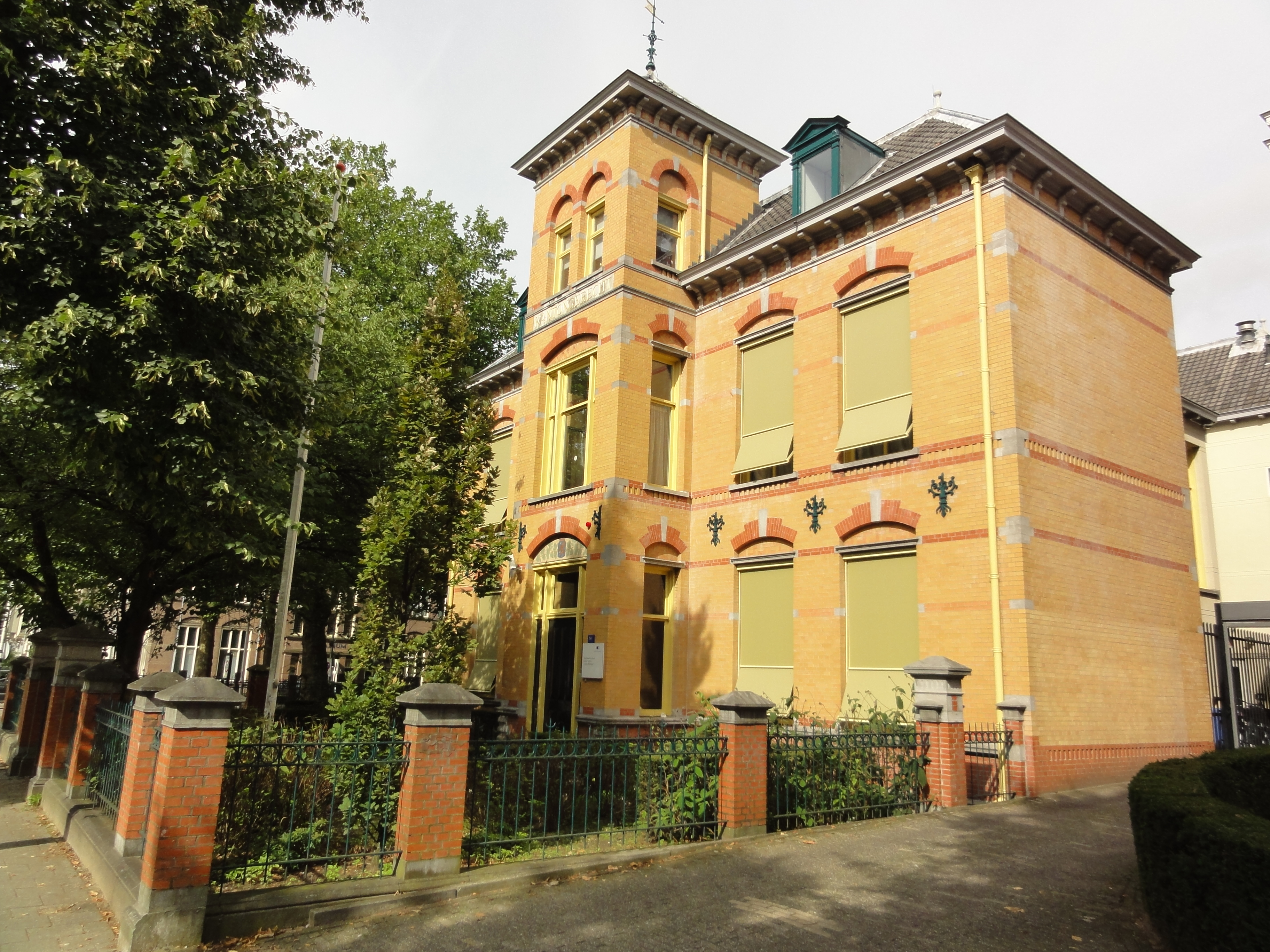
Kantongerecht Nijmegen

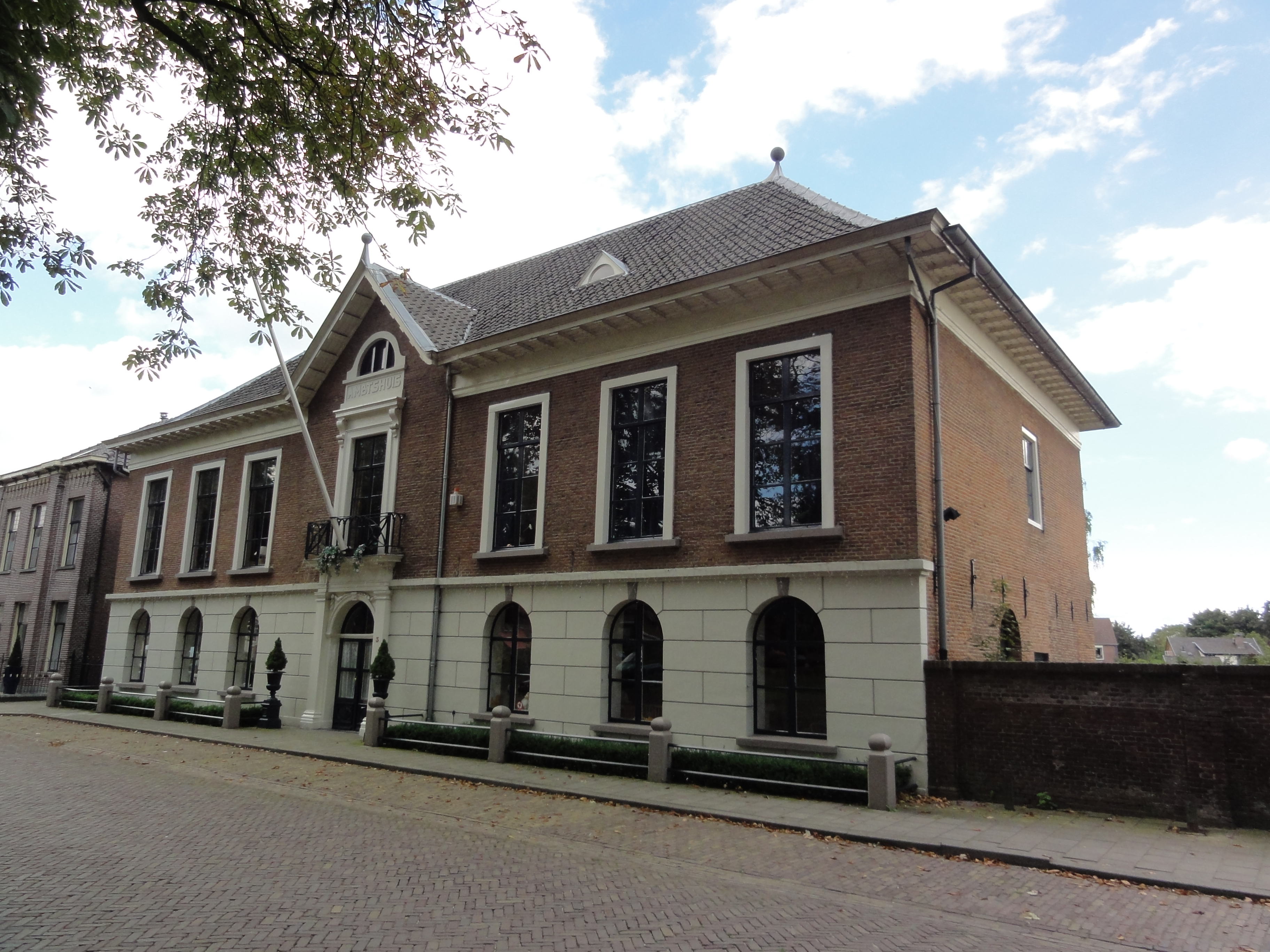
Het ambtshuis, kantongerecht in Druten

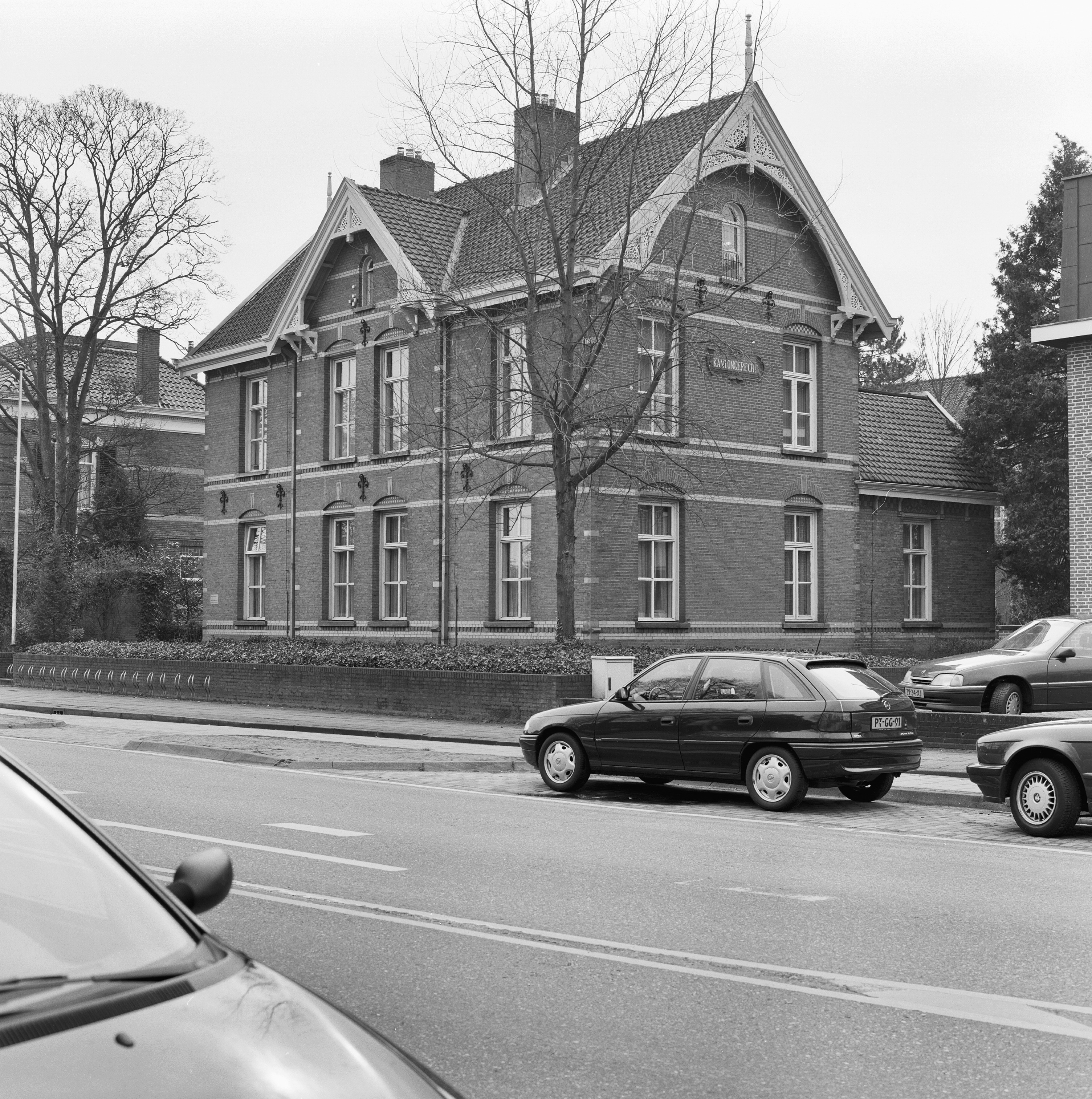
Kantongerecht Terborg

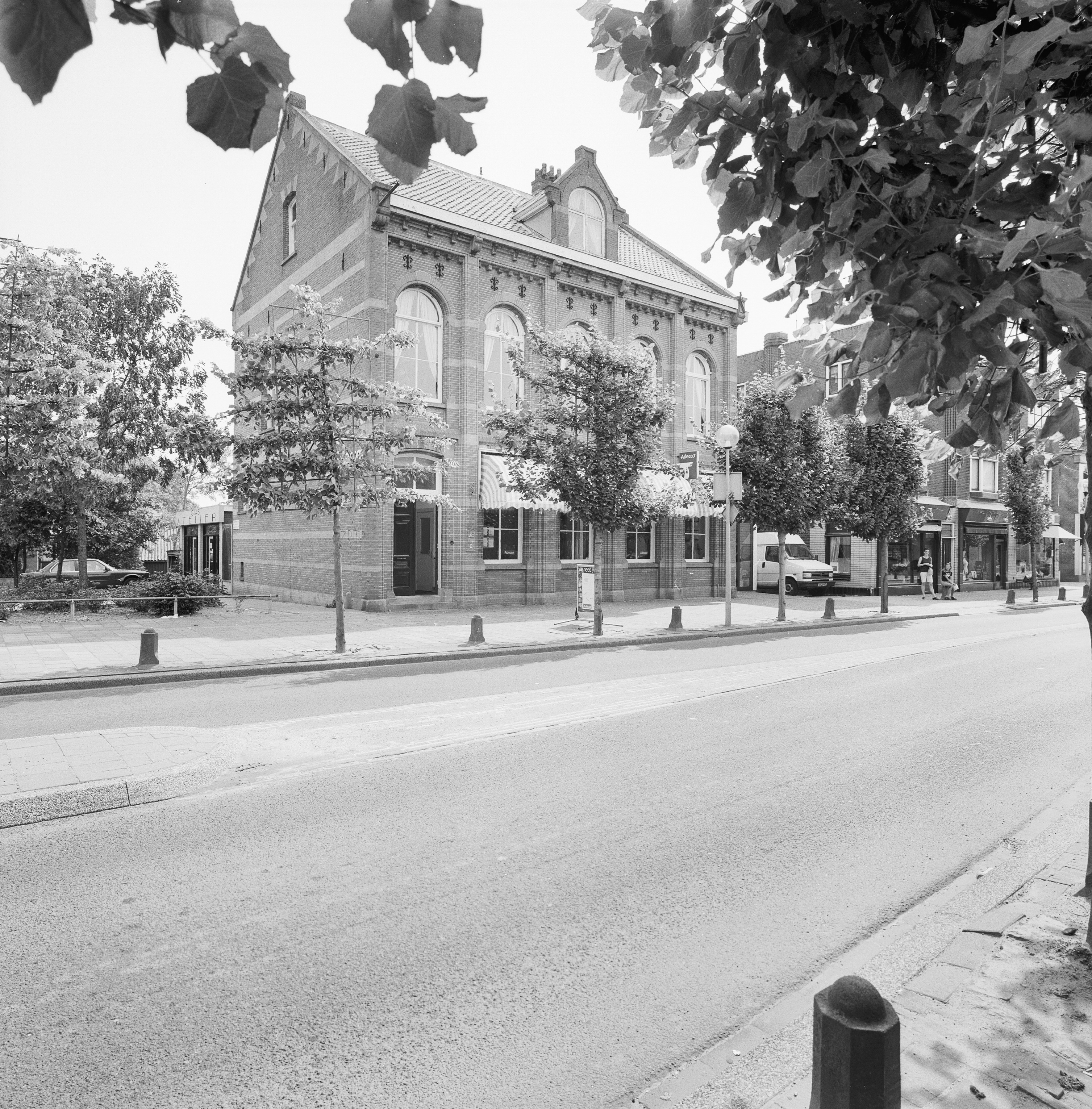
Het voormalige kantongerecht in Geldermalsen

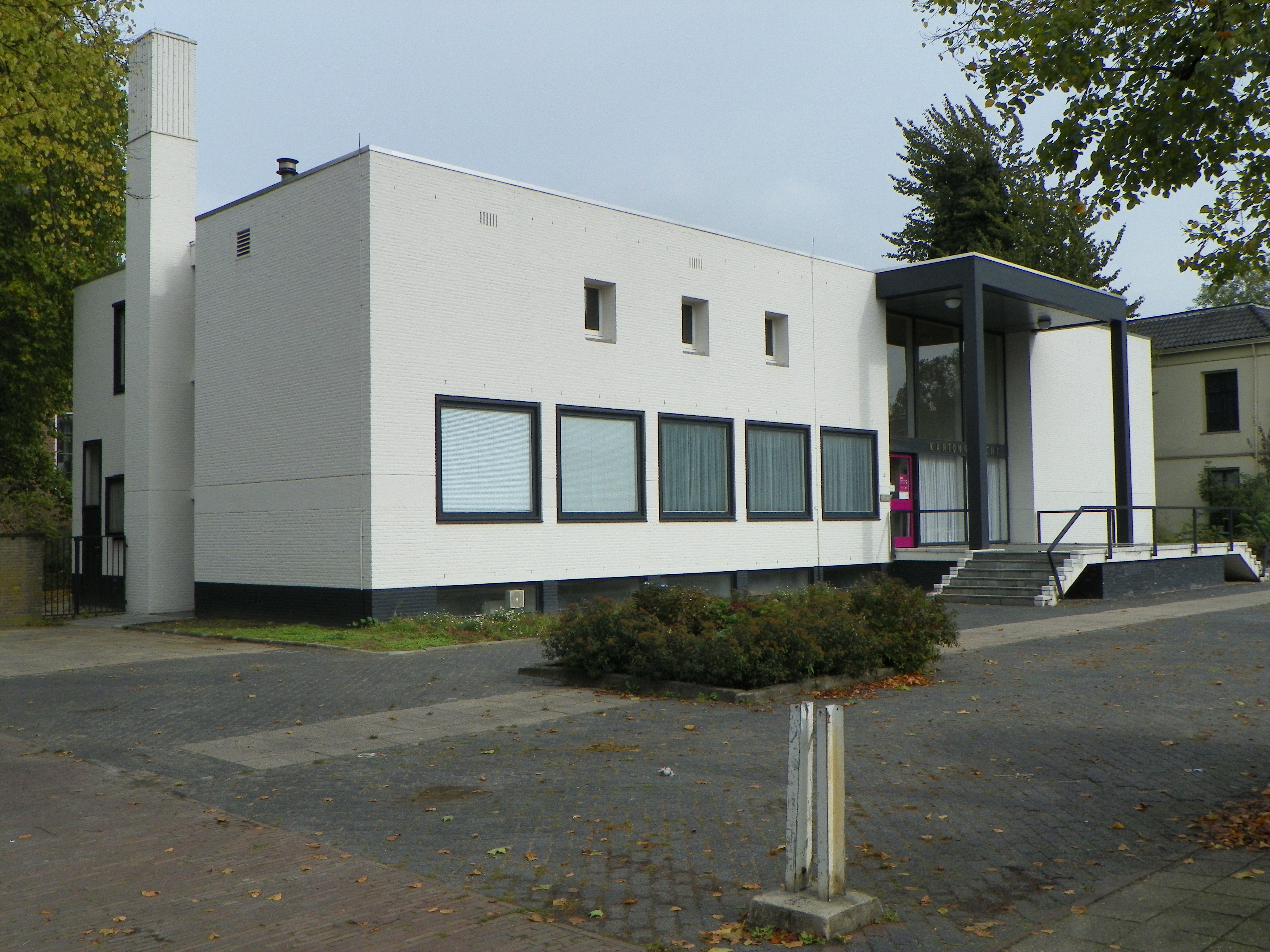
Het kantongerecht in Wageningen

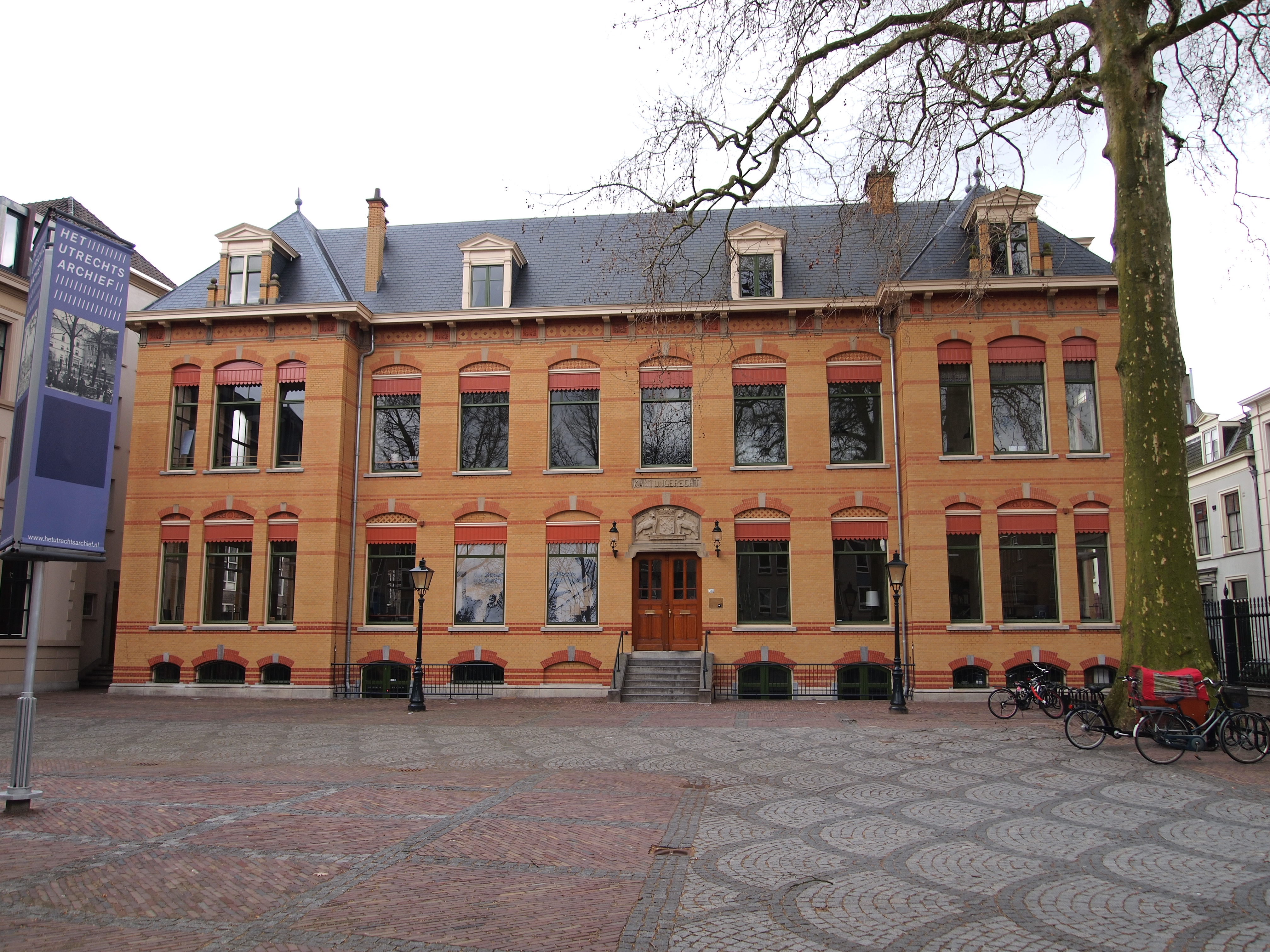
Oude kantongerecht in Utrecht

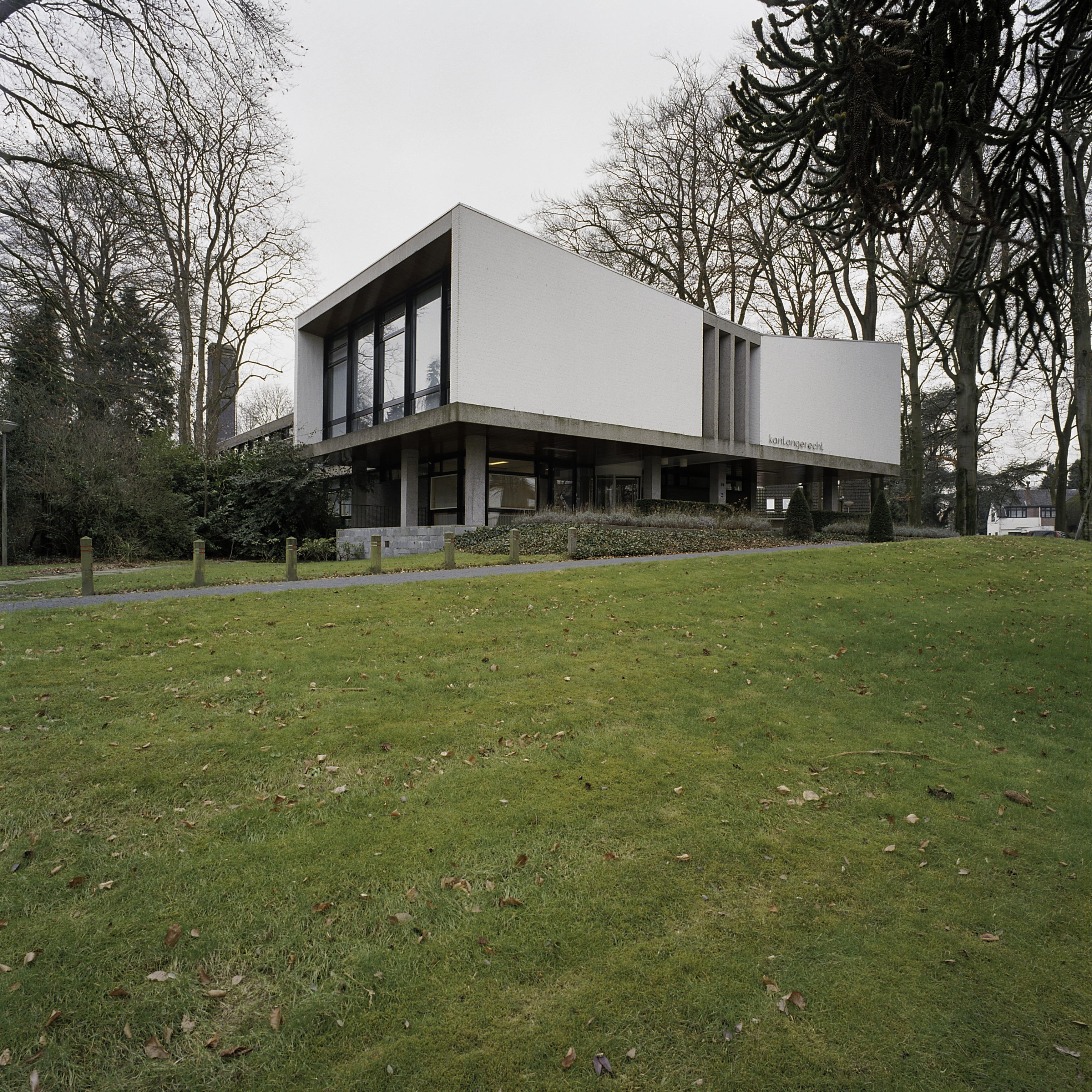
Het kantongerecht in Hilversum

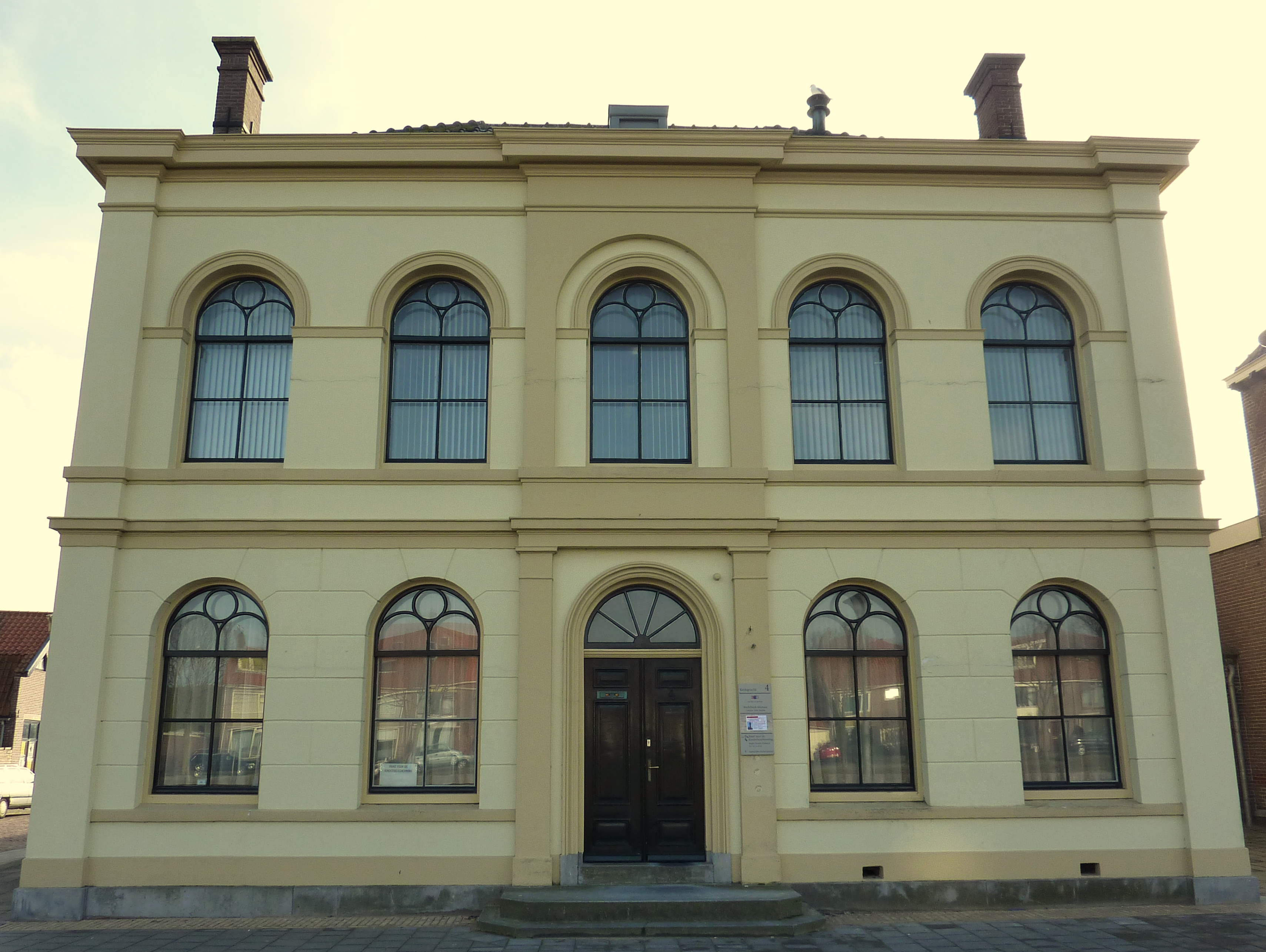
Kantongerecht in Den Helder

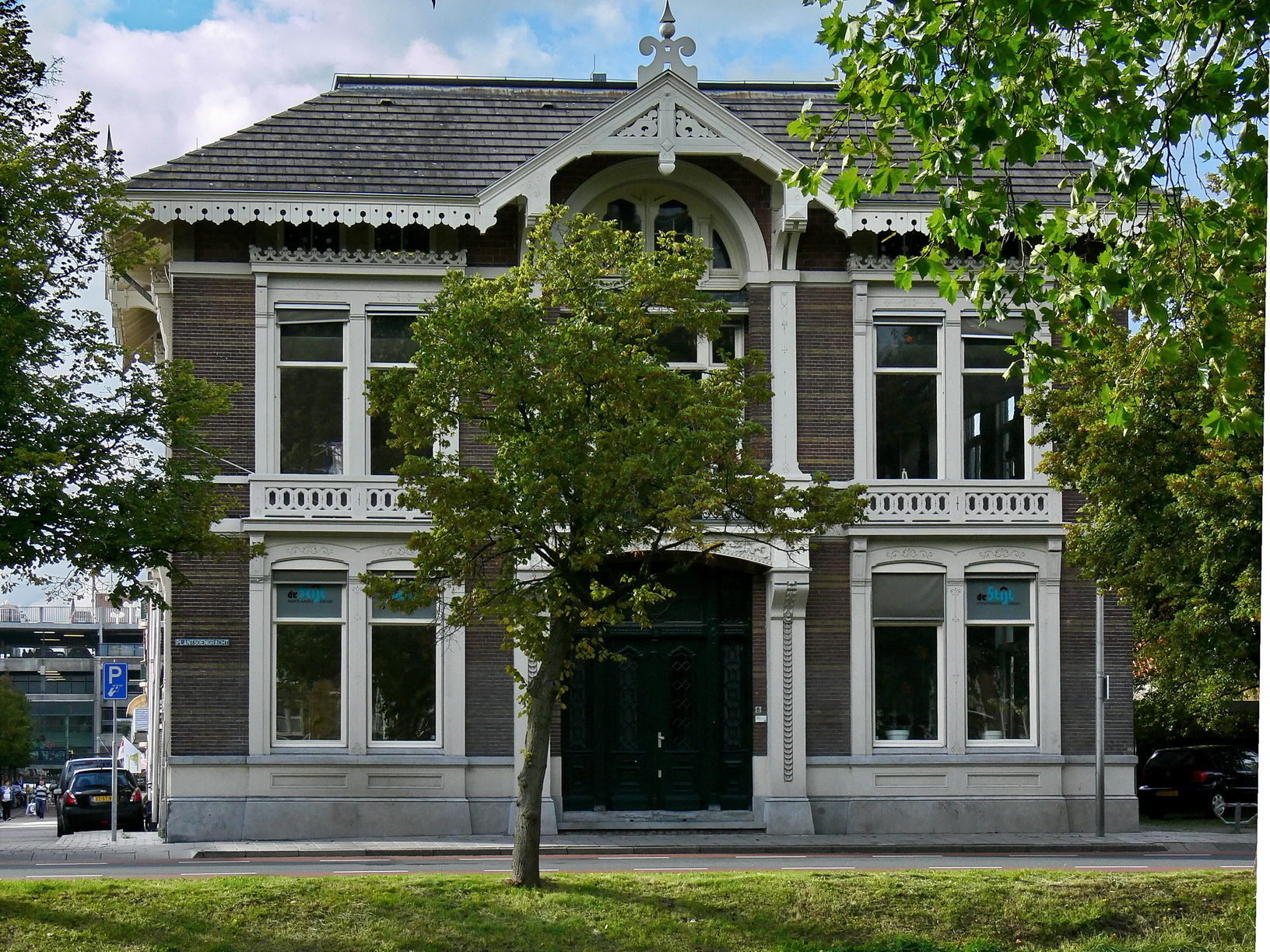
Villa Clementine, kantongerecht in Purmerend

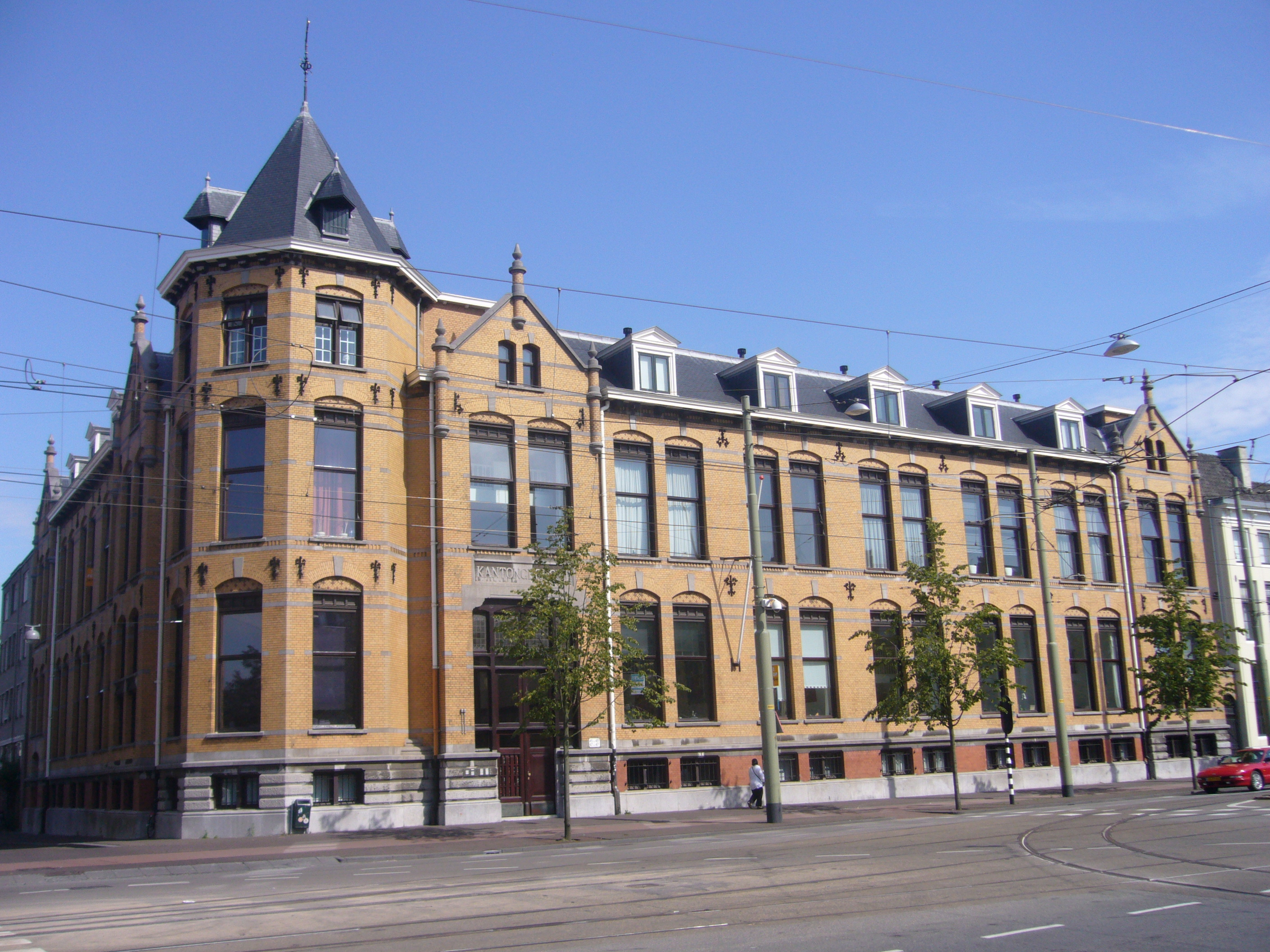
Het voormalige kantongerecht in Den Haag

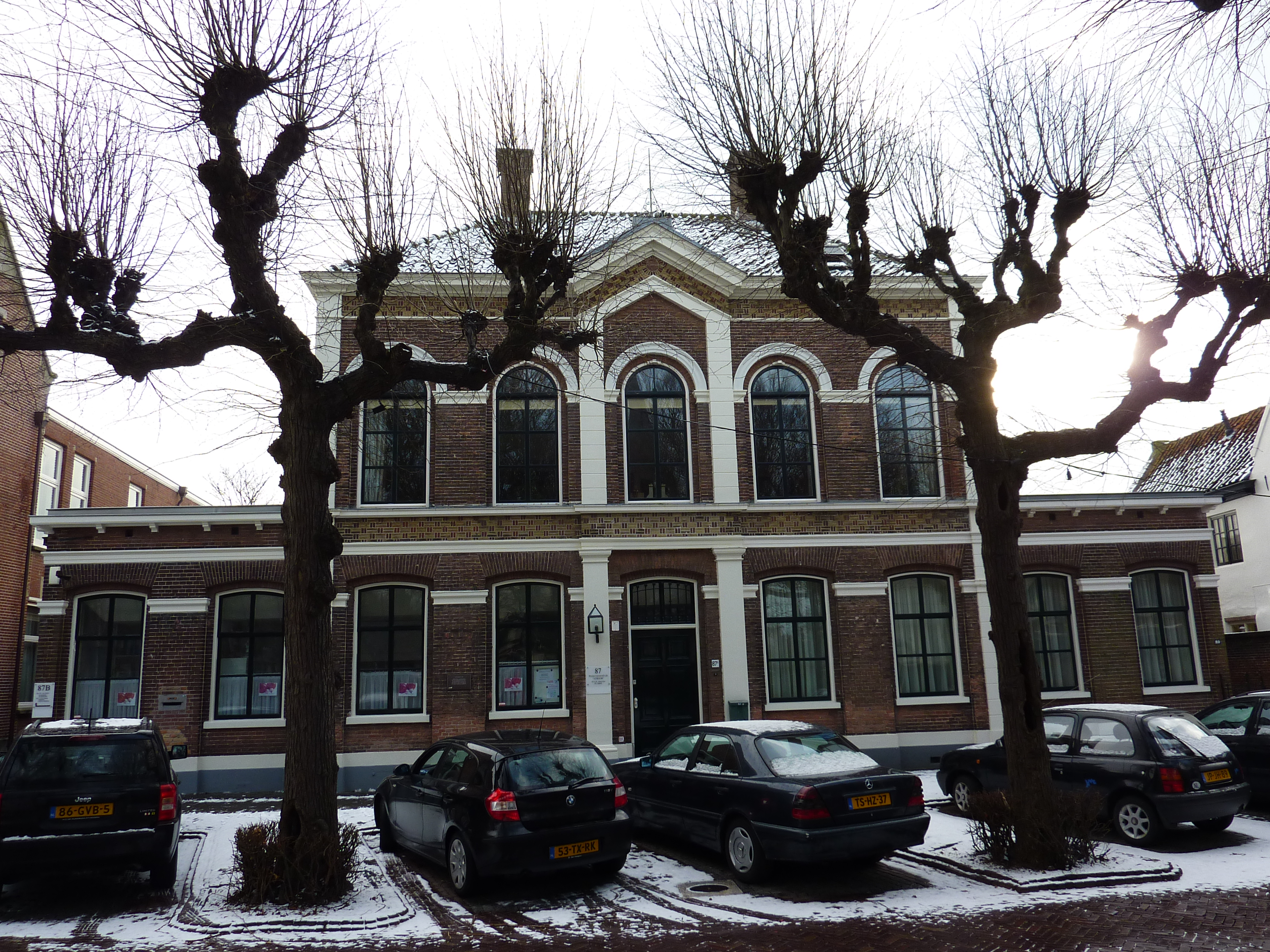
Het voormalige kantongerecht in Noordwijk

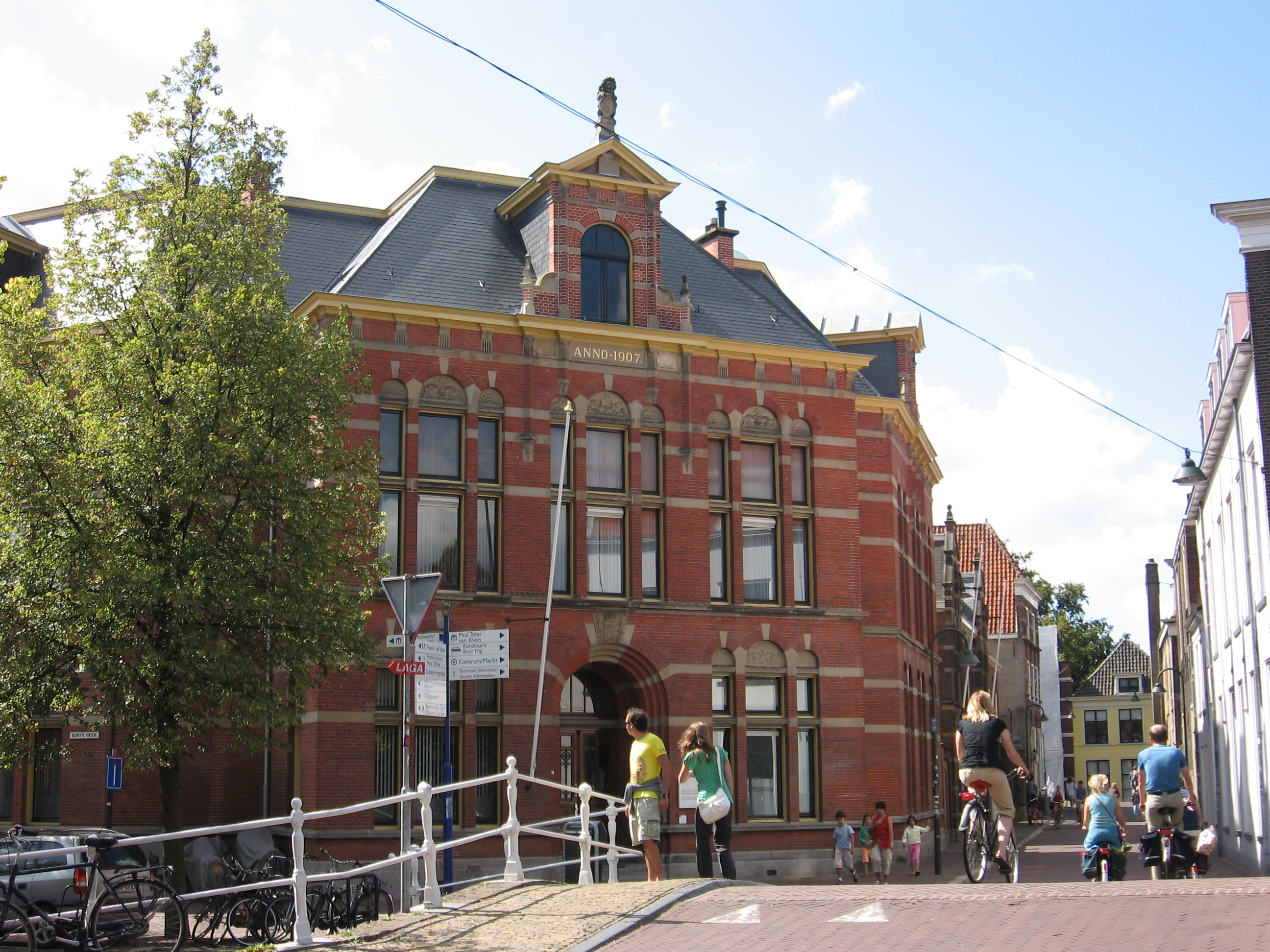
Oude kantongerecht in Delft

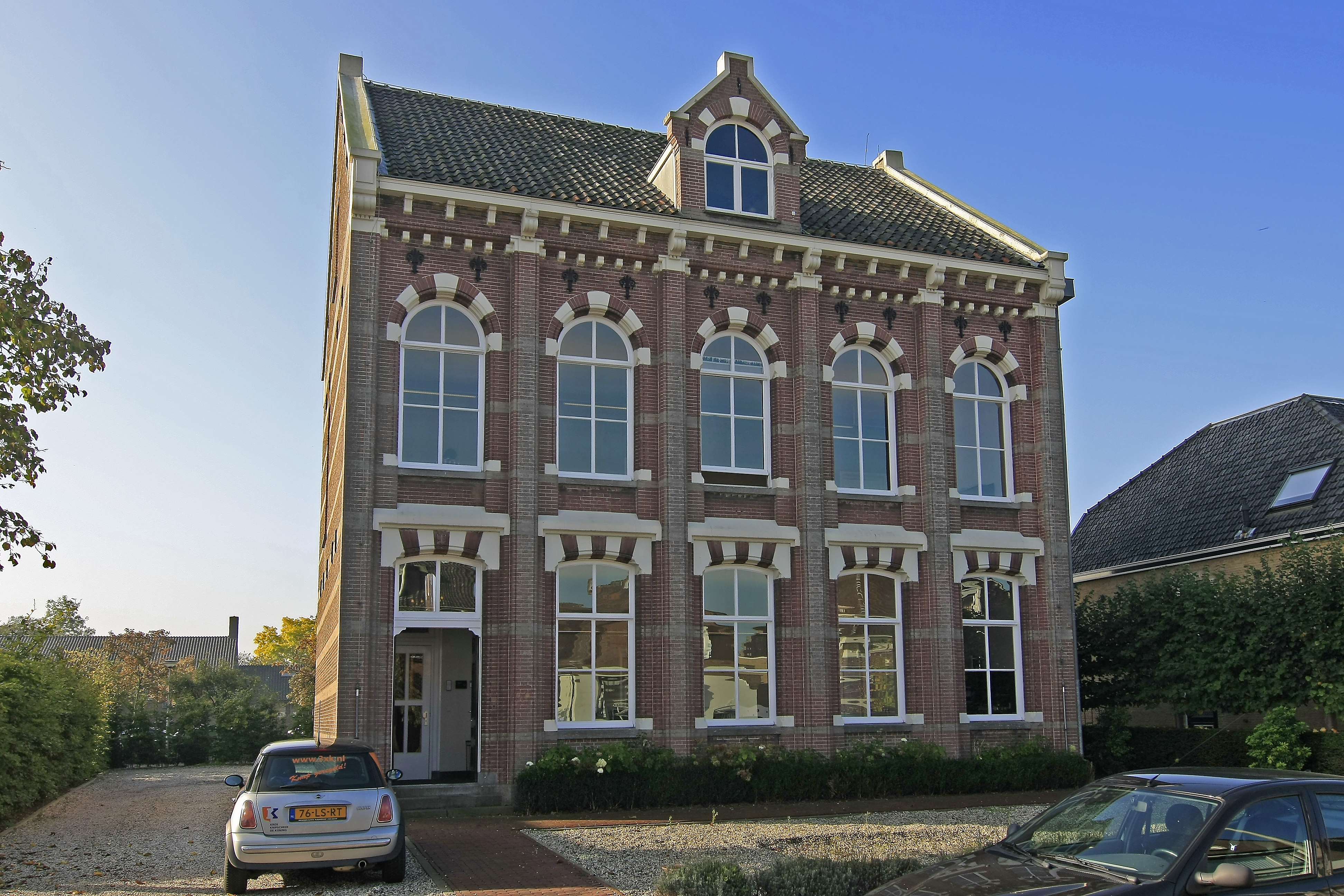
Kantongerecht in Oud-Beijerland

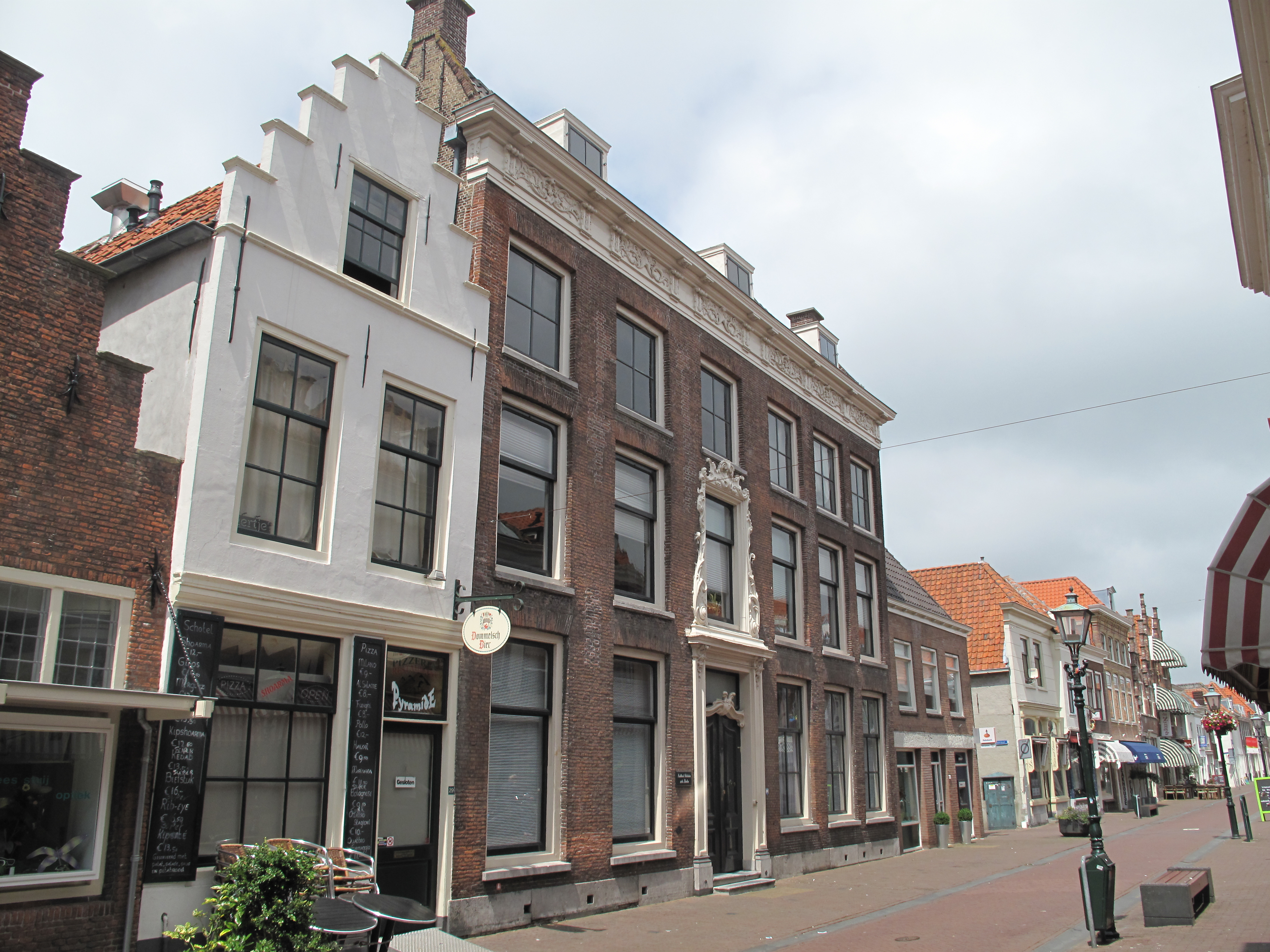
Kantongerecht in Brielle

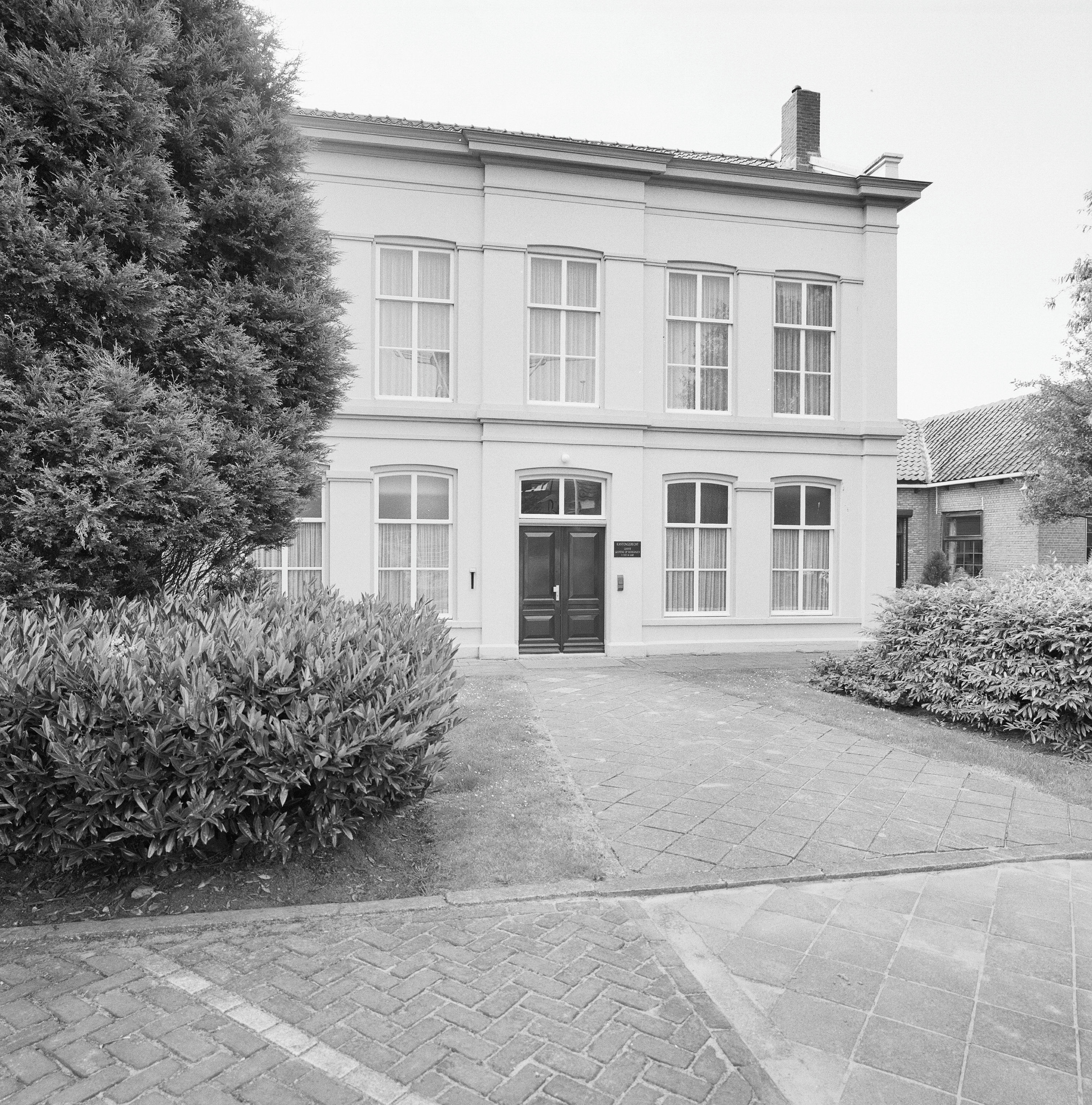
Het kantongerecht in Sommelsdijk

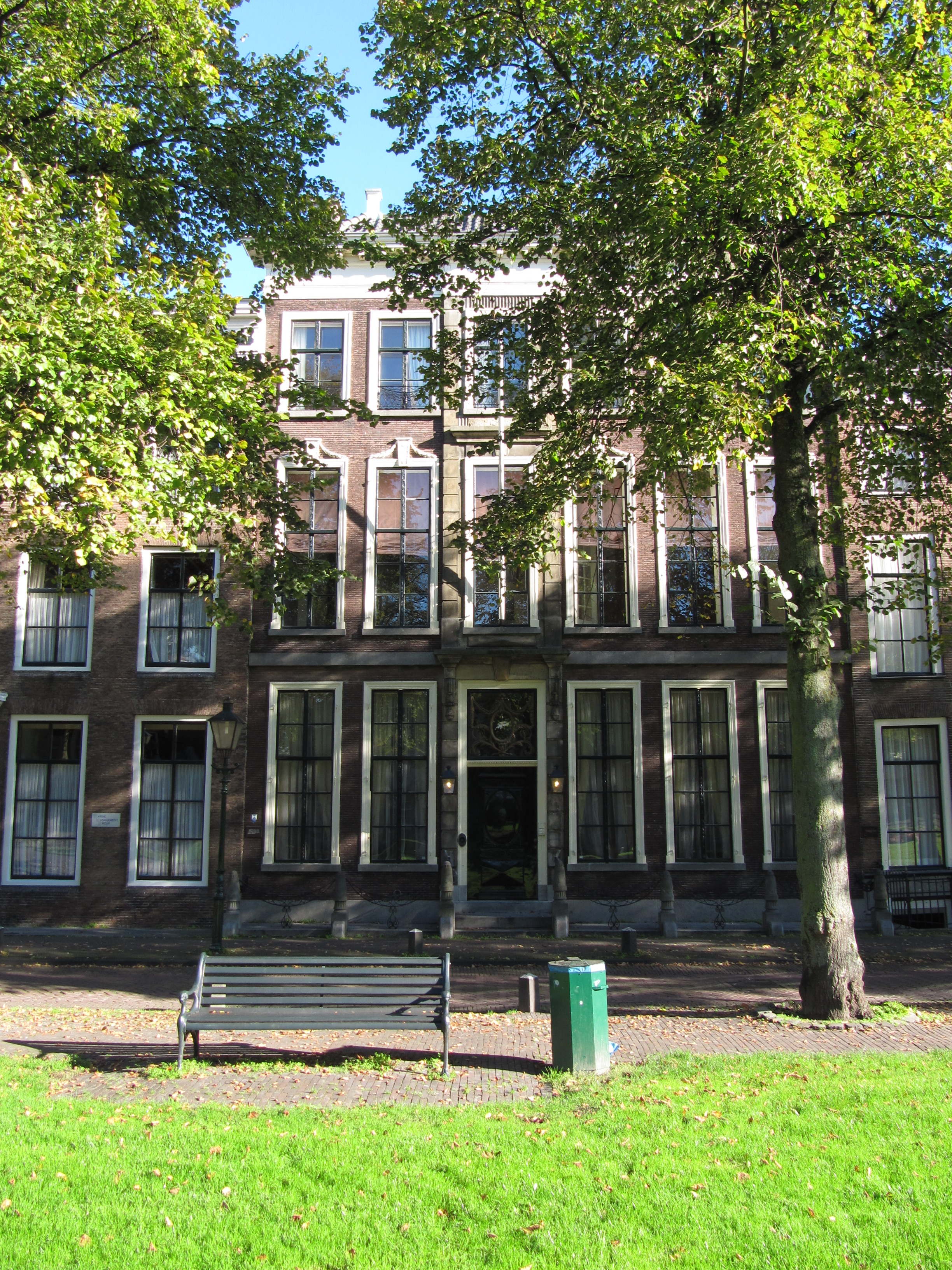
Kantongerecht in Zierikzee

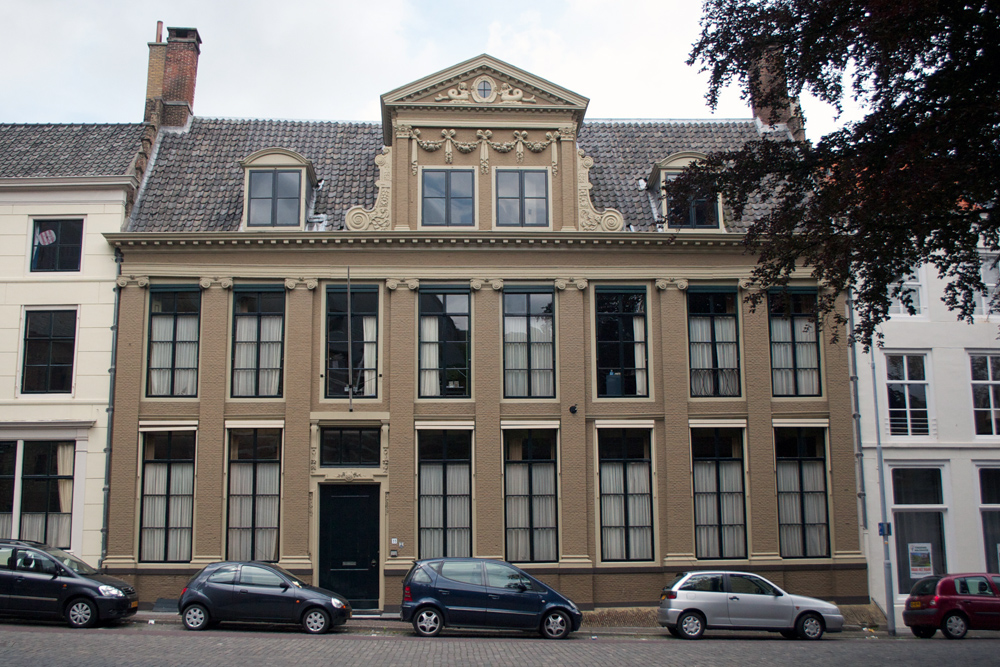
Het kantongerecht in Middelburg

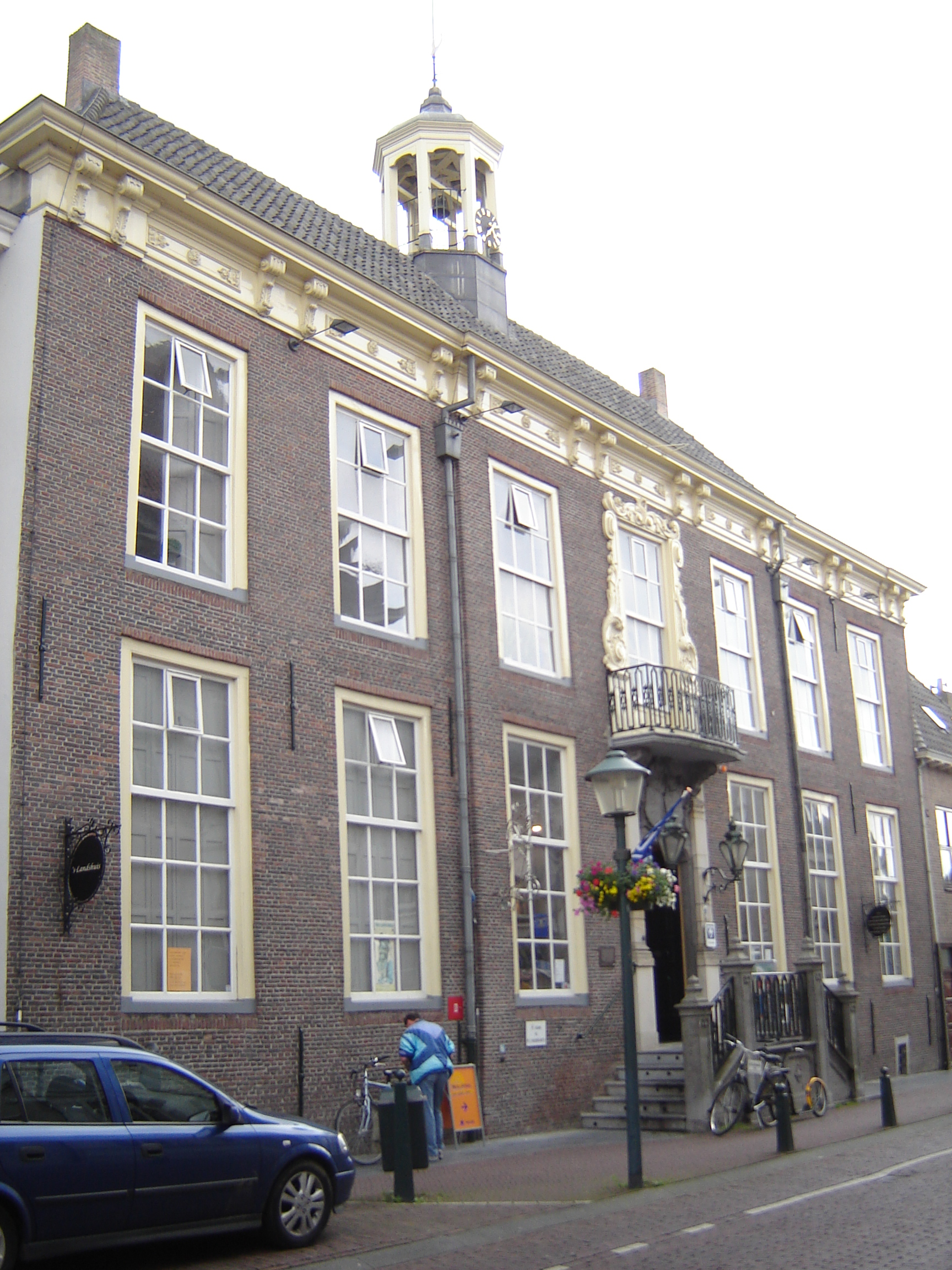
Het Landhuis in Hulst

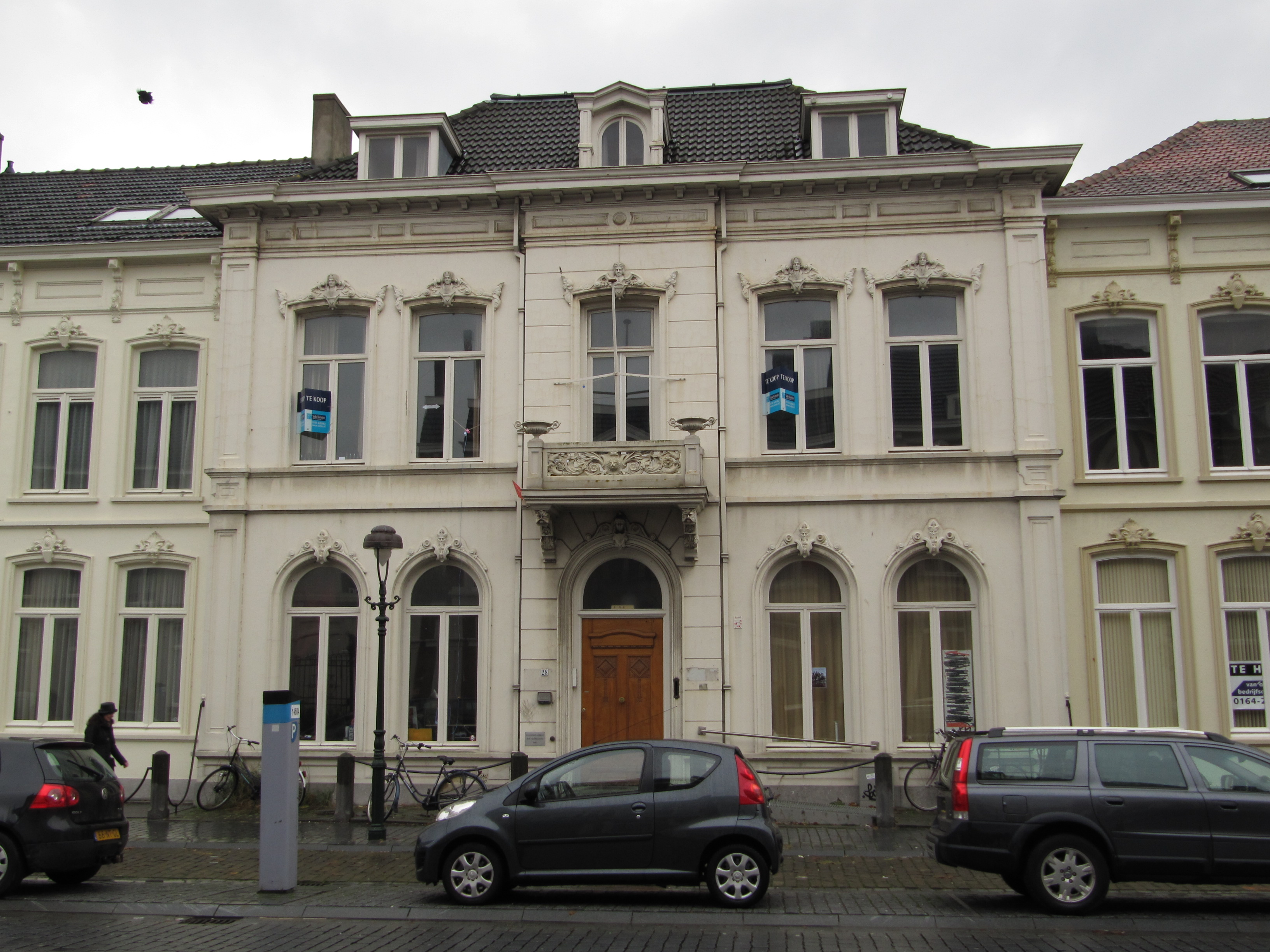
Kantongerecht in Bergen op Zoom

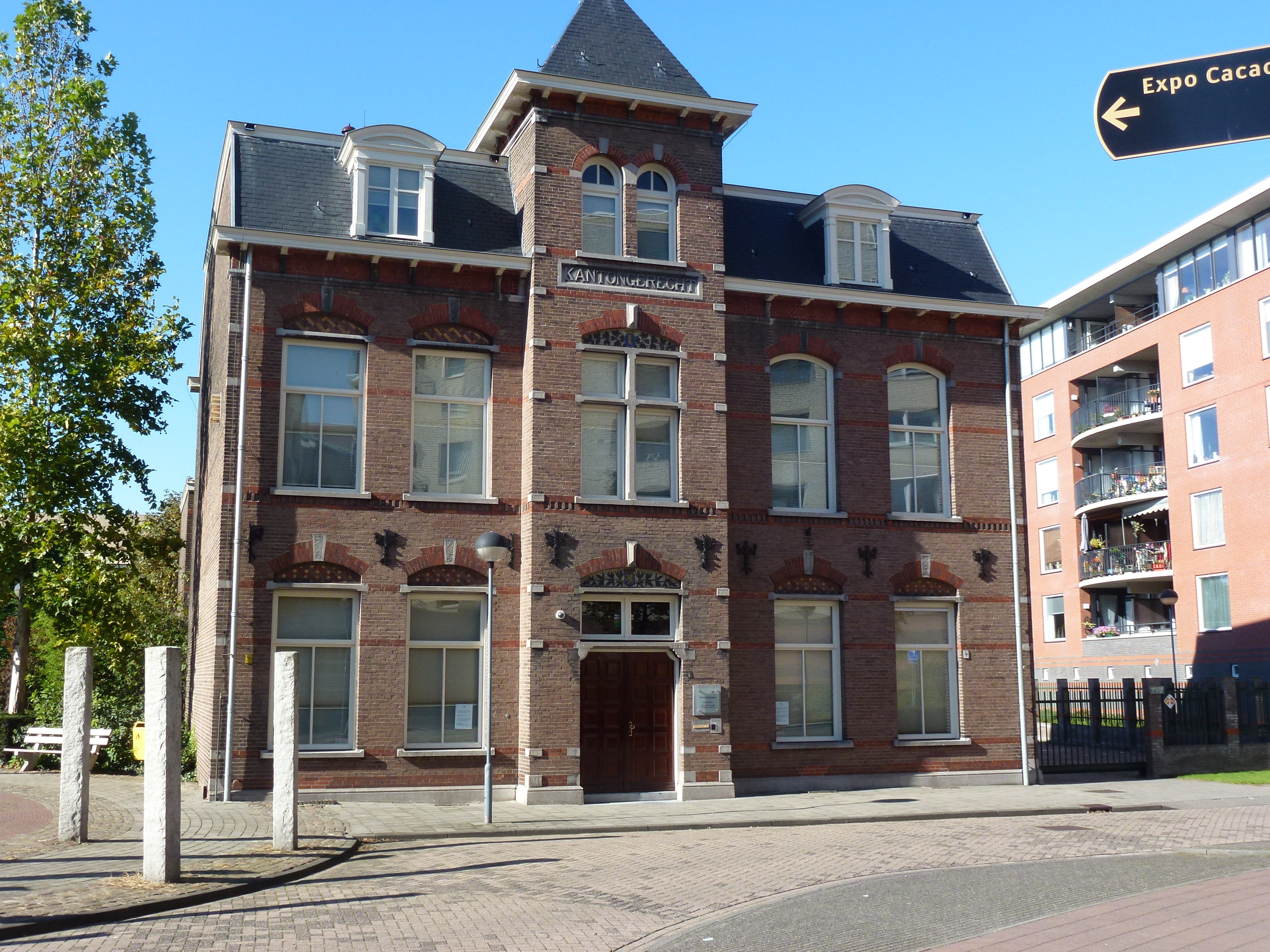
Kantongerecht in Helmond

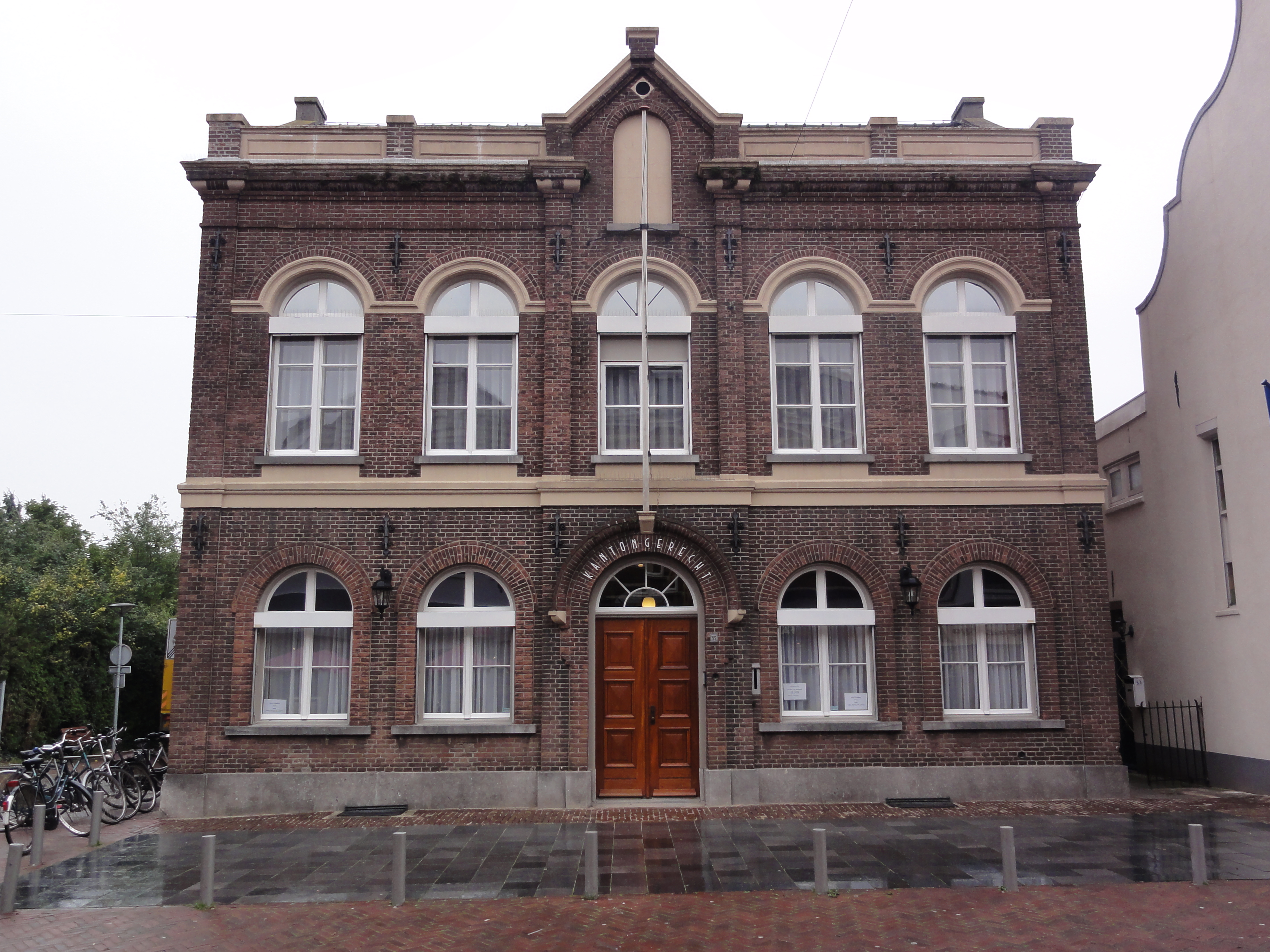
Kantongerecht in Boxmeer

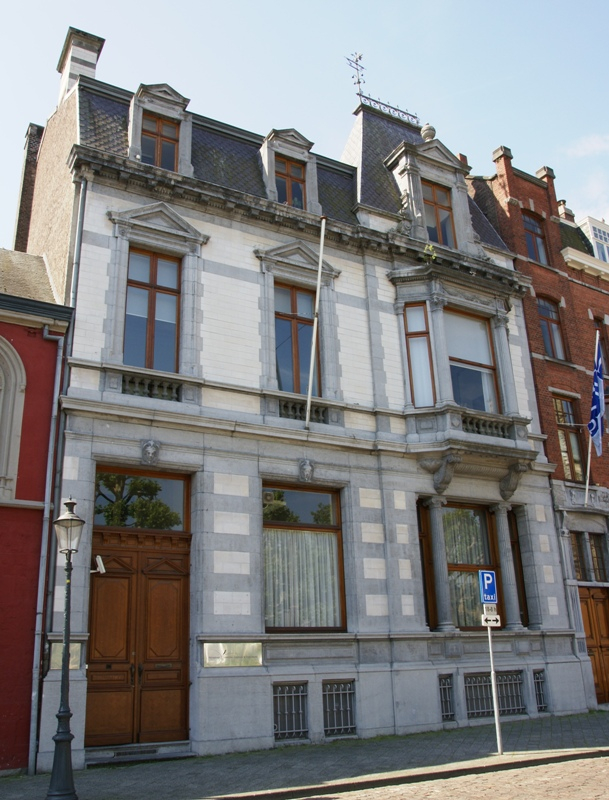
Het voormalige kantongerecht in Maastricht

1. Groningen, kantongerecht der 1ste klasse. In 1912 een eigen gerechtsgebouw. In 1997 naar gebouw op de Ossenmarkt.
2. Zuidhorn, kantongerecht der 3de klasse. Het gerechtsgebouw kwam gereed in 1883. Opgeheven in 1934 en gevoegd bij Groningen.
3. Onderdendam, kantongerecht der 3de klasse. Het gerechtsgebouw kwam gereed in 1885. Opgeheven in 1934 en gevoegd bij Groningen.
4. Appingedam, kantongerecht der 2de klasse. Gerechtsgebouw uit 1844, gebouwd als rechtbank. Opgeheven in 1934 en gevoegd bij Groningen.
5. Hoogezand, bestaande uit Hoogezand, Sappemeer en Slochteren. Kanton opgeheven in 1877, verdeeld over Zuidbroek en Appingedam (Slochteren).
6. Zuidbroek, kantongerecht der 3de klasse. Gerechtsgebouw uit 1883, gesloten in 2001, kanton vrijwel geheel naar Winschoten.
7. Winschoten, kantongerecht der 2de klasse. Kantongerecht kreeg in 1928 eigen gebouw (tot dan samen met rechtbank), later verhuisd naar Nassaustraat, in 2009 gesloten. Sindsdien zittingen in gemeentehuis. Winschoten is in 2013 gesloten.

## Friesland
1. Leeuwarden, kantongerecht der 1ste klasse. Gerechtsgebouw gereed in 1879. In jaren 90 verhuisd naar het Zaailand.
2. Berlikum, kantongerecht der 3de klasse. Opgeheven in 1911 en verdeeld over Leeuwarden en Dokkum. Gerecht hield zitting in Herberg Hof van Holland, afgebrand in 1927
3. Holwerd , bestaande uit West-Dongeradeel, Ferwerderadeel en Ameland. Kanton opgeheven in 1877, verdeeld over Berlikum (Ferwerderadeel) en Dokkum.
4. Dokkum, kantongerecht der 3de klasse. Gerecht gevestigd in monumentaal pand uit de 18e eeuw. Opgeheven in 1934 en gevoegd bij Leeuwarden.
5. Bergum, kantongerecht der 3de klasse.Zittingen eerst in herberg/gemeentehuis. Later in het Grietenijhuis. Bergum werd opgeheven in 1934 en in zijn geheel gevoegd bij Leeuwarden.
6. Rauwerd, bestaande uit Rauwerderhem, Baarderadeel en Idaarderadeel. Kanton opgeheven in 1877, verdeeld over Sneek (Rauwerderhem) en Leeuwarden.
7. Harlingen, kantongerecht der 2de klasse. Gerechtsgebouw gereed in 1884. Harlingen werd opgeheven in 1934 en in zijn geheel gevoegd bij Leeuwarden.
8. Bolsward, kantongerecht der 3de klasse. Gerechtsgebouw gereed in 1883. Opgeheven in 1934. Gevoegd bij Sneek.
9. Sneek, kantongerecht der 2de klasse.Gerechtsgebouw uit 1839 eerst rechtbank, later kantongerecht. Sneek is in 2013 gesloten.
10. Hindeloopen, bestaande uit Hindeloopen, Stavoren, Workum en Hemelumer, Oldephaert en Noordwolde. Kanton opgeheven in 1877. Gevoegd bij Bolsward.
11. Lemmer, kantongerecht der 3de klasse. Gevestigd in gemeentehuis boven De Waag. Lemmer opgeheven in 1934 en verdeeld over Heerenveen en Sneek.
12. Beetsterzwaag, kantongerecht der 3de klasse. Gerechtsgebouw kwam gereed in 1923. Gerecht gesloten in 2007
13. Oldeberkoop, bestaande uit Ooststellingwerf en Weststellingwerf. Kanton opgeheven in 1877. Verdeeld over Heerenveen (West) en Beetsterzwaag (Oost).
14. Heerenveen, kantongerecht der 2de klasse. Pas in 1975 een eigen gebouw. Heerenveen is in 2013 gesloten.

## Drenthe
1. Assen, kantongerecht der 1ste klasse. Vanaf 1840 samen met de rechtbank in het Paleis van Justitie aan de Brinkstraat.
2. Meppel, kantongerecht der 3de klasse. Gerechtsgebouw kwam gereed in 1911. Een voorstel Meppel op te heffen werd in 2000 door de Kamer afgewezen, maar in 2008 werd Meppel als nevenlocatie van Assen alsnog gesloten.
3. Hoogeveen, kantongerecht der 3de klasse. Gerechtsgebouw uit 1900, eerder werd zitting gehouden in het gemeentehuis. Opgeheven in 1934 en verdeeld over Assen, Meppel en Emmen.
4. Emmen, bij de invoering van kantongerechten in 1838 werd het voormalige vredegerecht in Dalen opgeheven zonder dat er voor het gebied een kantongerecht werd opgericht. Emmen kreeg pas in 1877 een kantongerecht der 3de klasse. Het gerechtsgebouw dateert echter al uit 1840. Emmen is in 2013 gesloten.

## Overijssel
1. Zwolle, kantongerecht der 1ste klasse. Kantongerecht oorspronkelijk gevestigd in Paleis van Justitie, in 1949 naar het Van Haersoltehuis. Sinds 1977 aan de Luttenbergstraat.
2. Vollenhove. Bestaande uit Stad Vollenhove, Ambt Vollenhove, Zwartsluis, Blokzijl, Wanneperveen, Kuinre en Blankenham. Het gerecht zetelde in kasteel Plattenburg. Opgeheven in 1877 en verdeeld tussen Zwolle en Steenwijk.
3. Steenwijk, kantongerecht der 3de klasse. Oud stadhuis in 1919 in gebruik als kantongerecht. Opgeheven in 1993, in zijn geheel naar Zwolle.
4. Kampen,kantongerecht der 3de klasse. Gerechtsgebouw gereed in 1882. Opgeheven in 1934 en ingedeeld bij Zwolle.
5. Ommen, kantongerecht der 3de klasse. Gerechtsgebouw gereed in 1882, gesloopt in 1970. Opgeheven in 1934 en verdeeld tussen Almelo en Zwolle.
6. Deventer, kantongerecht der 2de klasse. Gevestigd in het Bouwershuis uit de 17e eeuw, in de 19e eeuw verbouwd. Deventer is in 2013 gesloten.
7. Raalte. Bestaande uit Raalte, Heino, Wijhe en Hellendoorn opgeheven in 1877. Verdeeld tussen Deventer en Almelo.
8. Almelo, kantongerecht der 2de klasse. Oorspronkelijk met de rechtbank in het Paleis van Justitie aan de Wierdensestraat. In 1901 naar de voormalige graanbeurs. Nu weer bij de rechtbank. Almelo blijft ook na 2013 zittingsplaats.
9. Ootmarsum. Bestaande uit Ootmarsum, Tubbergen en Denekamp. Opgeheven in 1877 en in zijn geheel naar Almelo.
10. Delden. Bestaande uit Ambt Delden, Stad Delden, Hengelo en Borne. Opgeheven in 1877. Verdeeld over Goor, Almelo en Enschede.
11. Enschede, kantongerecht der 3de klasse. Gerechtsgebouw kwam gereed in 1902. Enschede blijft ook na 2013 zittingsplaats.
12. Oldenzaal. Bestaande uit Oldenzaal, Weerselo en Losser. Opgeheven in 1877. Verdeeld over Almelo en Enschede.
13. Goor, kantongerecht der 3de klasse, opgeheven in 1934. Verdeeld tussen Almelo en Enschede.

## Gelderland
1. Arnhem, kantongerecht der 1ste klasse. In 1904 een eigen gebouw achter het paleis van justitie, in 1944 zwaar beschadigd en afgebroken.
2. Zevenaar. Bestaande uit Zevenaar, Duiven, Westervoort Pannerden en Herwen. Opgeheven 1877, in zijn geheel naar Arnhem.
3. Wageningen, kantongerecht der 3de klasse. In 1890 gevestigd in een villa aan de Marktstraat welke in de oorlog werd verwoest. Een nieuw gebouw in 1963. Wageningen is in 2013 gesloten.
4. Nijkerk. Bestaande uit de gemeenten Nijkerk, Barneveld en Hoevelaken. Opgeheven 1877, verdeeld over Amersfoort en Harderwijk.
5. Elburg. Bestaande uit de gemeenten Elburg, Doornspijk, Oldebroek, Hattem, Heerde. Opgeheven 1877, verdeeld over Harderwijk, Kampen, Zwolle en Apeldoorn.
6. Apeldoorn, kantongerecht der 3de klasse. Gerechtsgebouw uit 1880. In 2007 naar nieuw pand. Apeldoorn blijft ook na 2013 zittingsplaats.
7. Harderwijk, kantongerecht der 3de klasse. In 1983 naar monument aan de Bruggestraat. Sinds 2004 zitting in gemeentehuis. Harderwijk werd in 2013 gesloten.
8. Nijmegen, kantongerecht der 2de klasse. Het gerechtsgebouw kwam gereed in 1906. Nijmegen blijft ook na 2013 zittingplaats.
9. Wijchen. Bestaande uit de gemeenten Wijchen, Balgoij, Bergharen, Heumen en Beuningen. Opgeheven 1877, verdeeld tussen Nijmegen en Druten.
10. Elst, kantongerecht der 3de klasse. Het kantongerecht kreeg in 1914 een eigen gebouw dat niet meer bestaat. Elst opgeheven in 1934 en verdeeld over Wageningen, Arnhem en Nijmegen.
11. Druten, kantongerecht der 3de klasse. Gerecht gevestigd in het Ambtshuis, Gerecht opgeheven 1934. Verdeeld over Nijmegen en Tiel.
12. Zutphen, kantongerecht der 2de klasse. Zittingen oorspronkelijk in raadhuis. In 1889 naar nieuwe rechtbank. Door ruimtegebrek in 1942 naar eigen pand, in 1986 naar de Nieuwstad, nu weer in rechtbank.
13. Lochem. Bestaande uit Lochem, Ruurlo, Borculo, Vorden, Laren. Opgeheven in 1877 en verdeeld tussen Zutphen en Groenlo
14. Groenlo, kantongerecht der 3de klasse. Gerechtsgebouw kwam gereed in 1907. Groenlo werd in 2013 gesloten.
15. Aalten. Zittingen in het gemeentehuis van Aalten. Bestaande uit de gemeenten Aalten, Dinxperlo en Winterswijk. Opgeheven 1877 en verdeeld tussen Groenlo en Terborg.
16. Doetinchem. Bestaande uit de gemeenten Stad Doetinchem, Ambt Doetinchem, Hengelo, Wehl en Zelhem. Opgeheven 1877 en verdeeld tussen Terborg, Zutphen en Doesburg.
17. Doesburg, kantongerecht der 3de klasse. In 1891 in een monumentaal pand aan de Koepoortstraat, opgeheven in 1934. Verdeeld over Arnhem, Zutphen en Terborg.
18. Terborg, kantongerecht der 3de klasse. Gerechtsgebouw kwam gereed in 1896. Terborg werd in 2013 gesloten.
19. Tiel, kantongerecht der 2de klasse. Gerechtsgebouw uit 1882, gebouwd voor de voormalige rechtbank. Tiel is in 2013 gesloten.
20. Culemborg. Bestaande uit de gemeenten Culemborg, Beesd, Buren, Buurmalsen en Beusichem. Opgeheven 1877, verdeeld tussen Tiel en Geldermalsen.
21. Geldermalsen, kantongerecht der 3de klasse. Gerechtsgebouw gereed in 1883. Geldermalsen opgeheven per 1934. In zijn geheel over naar Utrecht, in 1940 alsnog naar Tiel.
22. Zaltbommel, kantongerecht der 3de klasse. Gerechtsgebouw in Stadskasteel. Opgeheven 1934 en verdeeld over Tiel en 's-Hertogenbosch.

## Utrecht
1. Utrecht, kantongerecht der 1ste klasse. Een eigen gerechtsgebouw in 1912, in 1976 naar het Janskerkhof. Sinds 2004 in de rechtbank opgenomen.
2. IJsselstein, bestaande uit de gemeenten: IJsselstein, Oudenrijn, Jutphaas, Vreeswijk, Jaarsveld, Willige Langerak, Zevender, Cabauw, Lopik, Benschop, Noord-Polsbroek, Zuid-Polsbroek, Hoenkoop, Willeskop, Achthoven, Snelrewaard, Linschoten, Wulverhorst, Veldhuizen en Montfoort. Opgeheven in 1877, gevoegd bij Wijk bij Duurstede
3. Maarssen, bestaande uit de gemeenten: Maarssen, Maarssenbroek, Zuilen, Achttienhoven, Westbroek, Maarsseveen, Tienhoven, Portengen Noordeinde, Letten Gerecht, Laag-Nieuwkoop, Haarzuilens, Vleuten, Maartensdijk, Harmelen, Gerverscop, Teckop, Kockengen, Kamerik-Houtdijk, Kamerik-Mijzijde, Zegveld en 's-Gravesloot. Opgeheven in 1877 en met Loenen gefuseerd tot Breukelen.
4. Loenen, bestaande uit de gemeenten:Loenen, Loosdrecht, Loenersloot, Vreeland, Nigtevecht, Abcoude-Baambrugge, Abcoude-Proostdij, Vinkeveen, Waverveen, Wilnis, Oudhuizen, Breukelen-Sint Pieters, Breukelen-Nijenrodeen Ruwiel. Opgeheven in 1877, naar Breukelen.
5. Breukelen-Nijenrode, gesticht in 1877 als fusie van Maarssen en Loenen, kantongerecht der 3de klasse. Opgeheven in 1934 en gevoegd bij Utrecht.
6. Amersfoort, kantongerecht der 2de klasse. Kantongerecht en toenmalige rechtbank aan de Zuidsingel, later verplaatst naar Utrechtseweg en nog later naar Stationsplein. Na 2013 locatie van de rechtbank.
7. Wijk bij Duurstede, kantongerecht der 3de klasse, opgeheven in 1934 en gevoegd bij Utrecht.
8. Rhenen, bestaande uit Rhenen, Veenendaal, Renswoude, Amerongen, Leersum, Darthuizen en Maarn. Opgeheven in 1877, verdeeld over Amersfoort, Wijk bij Duurstede en Wageningen.
9. Woerden, kantongerecht der 3de klasse. Ten behoeve van het kantongerecht werd het oude stadhuis in 1890 verbouwd. Woerden werd opgeheven in 1934 en verdeeld over Utrecht en Gouda.

## Noord-Holland
1. Amsterdam. Bij de invoering in 1838 kreeg Amsterdam vier kantons, eerder waren dat zes. De gerechten hielden zitting in het stadhuis en het paleis van justitie. In 1892 een eigen gerechtsgebouw. Kantongerecht der 1ste klasse
2. Nieuwer-Amstel Bestaande uit Nieuwer-Amstel, Ouder-Amstel, Aalsmeer, Leimuiden en Uithoorn. Opgeheven in 1877 en verdeeld over Amsterdam (2e kanton) en Haarlemmermeer.
3. Weesp. Bestaande uit Weesp, Weesperkarspel, Ankeveen, Nederhorst den Berg, Muiden en Diemen. Opgeheven in 1877, Diemen gevoegd bij Amsterdam 1e kanton, rest gevoegd bij Hilversum.
4. Naarden, bestaande uit de gemeenten Naarden, Hilversum, Bussum, Huizen, Blaricum, Laren, 's-Graveland, Kortenhoef en Riethoven. In 1877 verplaatst naar
5. Hilversum, kantongerecht der 3de klasse. In Hilversum een gebouw in 1912, nieuwbouw in 1967. Gerecht gesloten per 1 januari 2013
6. Alkmaar, kantongerecht der 2de klasse, Gerecht oorspronkelijk in stadhuis tot 1890. In 1893 gebouw gereed voor rechtbank en kantongerecht. In 1960 gesloopt, nieuwbouw op zelfde locatie. In 1993 naar gebouw aan de Kruseman van Eltenweg. Alkmaar ook na 2013 zittingsplaats.
7. Schagen, kantongerecht der 3de klasse. Gerechtsgebouw gereed in 1881. Opgeheven in 1934, verdeeld over Alkmaar en Den Helder.
8. Den Helder, kantongerecht der 3de klasse. Gerechtsgebouw uit 1863. Den Helder is in 2013 gesloten.
9. Hoorn, kantongerecht der 2de klasse. Hoorn is per 1 januari 2014 gesloten.
10. Enkhuizen. Bestaande uit Enkhuizen, Urk, Bovenkarspel, Hoogkarspel, Lutjebroek, Andijk, Wervershoof, Venhuizen en Hem. Opgeheven in 1877. Andijk naar Medemblik, de rest naar Hoorn.
11. Medemblik, kantongerecht der 3de klasse, opgeheven in 1934, in zijn geheel naar Hoorn.
12. Purmerend, kantongerecht der 3de klasse. Gerecht in 1913 gevestigd in villa Clementine. Opgeheven in 1934, verdeeld over Zaandam en Amsterdam.
13. Edam. Bestaande uit Edam-Volendam, Monnickendam, Katwoude, Oosthuizen, Middelie, Buiksloot, Nieuwendam en Ransdorp. Opgeheven in 1877, grootste deel naar Purmerend, klein deel, Buiksloot, Nieuwendam en Ransdorp naar Amsterdam (3e kanton)
14. Haarlem, kantongerecht der 1ste klasse
15. Beverwijk. Bestaande uit Assendelft, Beverwijk, Castricum, Heemskerk, Krommenie, Uitgeest, Velsen en Wijk aan Zee en Duin. Opgeheven in 1877, verdeeld over Alkmaar, Haarlem en Zaandam.
16. Zaandam, kantongerecht der 3de klasse. In 1898 eigen gebouw, in 1981 verhuist. Zaandam blijft ook na 2013 zittingsplaats.
17. Haarlemmermeer, kantongerecht der 3de klasse. Kantongerecht gesticht in 1877, opgeheven in 1934. Gerechtsgebouw uit 1911.

## Zuid-Holland
1. 's-Gravenhage, kantongerecht der 1ste klasse
2. Delft, kantongerecht der 2de klasse. Gerechtsgebouw uit 1907. Delft is in 2013 gesloten.
3. Voorburg. Bestaande uit de gemeenten Voorburg, Rijswijk, Veur, Stompwijk, Zoetermeer, Nootdorp en Zegwaart. Opgeheven in 1877 en verdeeld over 's-Gravenhage en Delft.
4. Naaldwijk. Bestaande uit de gemeenten Naaldwijk, Loosduinen, Monster, De Lier, 's-Gravenzande en Wateringen. Opgeheven in 1877 en verdeeld over 's-Gravenhage en Delft.
5. Leiden, kantongerecht der 1ste klasse
6. Noordwijk. Opgeheven in 1877, verdeeld over Leiden en Haarlemmermeer
7. Woubrugge. Bestaande uit de gemeenten Woubrugge, Alkemade, Hoogmade, Rijnsaterwoude, Ter Aar en Koudekerk, Zevenhoven en Nieuwveen. Opgeheven in 1877, verdeeld over Alphen, Woerden en Haarlemmermeer.
8. Alphen aan den Rijn, kantongerecht der 3de klasse. Gerechtsgebouw uit 1881. Alphen is in 2013 gesloten.
9. Rotterdam, twee kantons, kantongerecht der 1ste klasse. Kantongerecht heeft op meerdere locaties gezeten, Noordsingel met de rechtbank en de Henegouwerlaan. In 1996 weer bij de rechtbank op de Kop van Zuid.
10. Vlaardingen. Bestaande uit de gemeenten Vlaardingen, Vlaardinger-Ambacht, Maasland, Maassluis en Rozenburg. Opgeheven in 1877, grotendeels naar Schiedam, Rozenburg naar Brielle.
11. Schiedam, kantongerecht der 2de klasse. Gerecht sinds 1908 in een monumentaal gebouw uit 1803, verbouwd in 1908. Schiedam gesloten in 2010.
12. Hillegersberg. Bestaande uit de gemeenten Hillegersberg en de Rotteban, Bleiswijk, Berkel en Rodenrijs, Moerkapelle en de Wilde Veenen, Nieuwerkerk aan den IJssel, Capelle aan den IJssel, Schiebroek en Zevenhuizen. Opgeheven in 1877, verdeeld over Rotterdam (2e kanton), Delft en Gouda.
13. Gouda, kantongerecht der 2de klasse. Vanaf 1855 in gebouw ArtiLegi, in 1972 verhuizing naar huidige gebouw. Gouda blijft ook na 2013 zittingsplaats.
14. Schoonhoven, kantongerecht der 3de klasse. Geen eigen gebouw, tot 1907 in gemeentehuis, daarna in het Doelenhuis. Opgeheven in 1934 en gevoegd bij Gouda.
15. Dordrecht, kantongerecht der 2de klasse. Gerecht eerst in gebouw rechtbank, in 1904 naar gebouw in de Prinsenstraat, eind jaren 30 naar de Wijnstraat, in 1984 weer samen met de rechtbank in het Steegoversloot. Dordrecht blijft ook na 2013 zittingsplaats.
16. 's-Gravendeel. Bestaande uit de gemeenten 's-Gravendeel, Strijen, Puttershoek, Maasdam, Mijnsheerenland en Westmaas. Opgeheven in 1877 en in zijn geheel gevoegd bij Oud-Beijerland.
17. Oud-Beijerland, kantongerecht der 3de klasse. Gerechtsgebouw uit 1882. Gesloten in 2008.
18. Ridderkerk, kantongerecht der 3de klasse. Het gerecht was gevestigd in een pand dat in 1880 was aangekocht. Opgeheven in 1934, gevoegd bij Rotterdam.
19. Gorinchem, kantongerecht der 2de klasse. Pas in 1978 een eigen gerechtsgebouw, tot dan in het gemeentehuis. Gorinchem is in 2013 gesloten.
20. Sliedrecht, kantongerecht der 3de klasse. Het gerechtsgebouw kwam gereed in 1884. Opgeheven in 1934 en gevoegd bij Dordrecht.
21. Vianen, kantongerecht der 3de klasse. Gerecht vanaf 1894 gevestigd in monumentaal herenhuis. Vianen werd opgeheven in 1934 en toegevoegd aan Gorinchem. Na 1953 nog wel zittingen in Vianen. Gemeente Vianen in 2002 van Zuid-Holland naar Utrecht.
22. Brielle, kantongerecht der 2de klasse. Tot 1952 in zalen van het gemeentehuis, sindsdien wordt het huidige pand gehuurd. Brielle is in 2013 gesloten.
23. Sommelsdijk, kantongerecht der 3de klasse. In 1863 gecombineerd huis van bewaring/gerecht. In 2004 laatste zitting, daarna zittingen in Middelharnis. Gesloten in 2013.

## Zeeland
1. Middelburg, kantongerecht der 1ste klasse. Tot 1877 in het raadhuis, daarna op meerdere locaties. Middelburg blijft ook na 2013 zittingsplaats.
2. Vlissingen. Bestaande uit de gemeenten: Vlissingen, Oost-Souburg en West-Souburg, Koudekerke, Meliskerke en Mariekerke, Biggekerke, Zoutelande, Sint Janskerke en Westkapelle. Vlissingen werd opgeheven in 1877 en gevoegd bij Middelburg. Zitting in gemeentehuis.
3. Sluis. Bestaande uit de gemeenten Sluis, Sint Anna ter Muiden, Aardenburg, Sint Kruis, Retranchement, Zuidzande, Cadzand en Nieuwvliet. Opgeheven in 1877 en gevoegd bij Oostburg. Zitting in gemeentehuis.
4. Oostburg, kantongerecht der 3de klasse. Gerecht ondergebracht in gemeentehuis. In 1953 een nieuw eigen gebouw in het kader van de wederopbouw. Gerecht opgeheven in 1993
5. Goes, kantongerecht der 2de klasse. Gevestigd in de strafgevangenis. Opgeheven in 1934 en gevoegd bij Middelburg.
6. Heinkenszand. Bestaande uit de gemeenten Heinkenszand, 's-Heer Arendskerke, 's-Heer Abtskerke, Borsele, Baarland, Hoedekenskerke, s-Gravenpolder, Nisse en Ellewoutsdijk. Opgeheven in 1877 en gevoegd bij Goes. Zitting in gemeentehuis.
7. Kortgene. Bestaande uit de gemeenten Kortgene, Colijnsplaat, Kats en Wissenkerke. Opgeheven in 1877 en gevoegd bij Goes. Zitting in een door de gemeente ter beschikking gestelde rechtszaal.
8. Axel. Bestaande uit de gemeenten Axel, Neuzen, Zaamslag, Hoek, Sas van Gent, Koewacht, Overslag, Philippine, Westdorpe en Zuiddorpe. In 1877 gesloten. Klein deel, Koewacht, Overslag en Zuiddorpe, over naar Hulst. De andere gemeenten verplaatst naar het toen opgerichte
9. Terneuzen, kantongerecht der 3de klasse. Gerechtsgebouw gereed in 1915. Gesloten in 2013
10. Hulst, kantongerecht der 3de klasse. Het kantongerecht maakte gebruik van het Landhuis. Opgeheven in 1934 en gevoegd bij Terneuzen
11. Zierikzee, kantongerecht der 2de klasse. Oorspronkelijk in gemeentehuis, in 1912 in pand rechtbank.
12. Brouwershaven. Bestaande uit de gemeenten Brouwershaven, Zonnemaire, Dreischor, Noordgouwe, Kerkwerve, Duivendijke, Elkerzee, Ellemeet, Renesse, Haamstede, Burgh en Noordwelle. Opgeheven in 1877 en gevoegd bij Zierikzee. Zitting in gemeentehuis.
13. Tholen, kantongerecht der 3de klasse. Het gerecht hield zitting in het gemeentehuis. Opgeheven in 1934 en gevoegd bij Bergen op Zoom, in 1941 en 1951 bij Zierikzee. De kantonrechter van Zierikzee hield vervolgens apart zitting op Tholen.

## Noord-Brabant
1. 's-Hertogenbosch, kantongerecht der 1ste klasse
2. Oss, kantongerecht der 3de klasse. Opgeheven in 1934 en verdeeld over 's-Hertogenbosch en Boxmeer.
3. Grave, bestaande uit de gemeenten Grave, Schaijk, Reek, Herpen, Ravenstein, Deursen, Dieden, Linden, Gassel, Escharen, Mill en Sint Hubert, Beers, Zeeland. Opgeheven in 1877, verdeeld over Oss en Boxmeer.
4. Heusden, kantongerecht der 3de klasse. Opgeheven in 1934, gevoegd bij 's-Hertogenbosch.
5. Tilburg, kantongerecht der 2de klasse. Gebouw uit 1897 aan de Paleisstraat gesloopt in 1966, nieuw gebouw uit 1965 aan het Stadhuisplein.
6. Boxtel, bestaande uit de gemeenten Boxtel, Liempde, Esch, Helvoirt, Haaren, Sint-Michielsgestel en Schijndel. Opgeheven in 1877, verdeeld over 's-Hertogenbosch, Veghel en Oirschot.
7. Waalwijk, kantongerecht der 3e klasse. Kantongerecht gevestigd in oude raadhuis aan de Grotestraat. Opgeheven in 1934, grotendeels gevoegd bij 's-Hertogenbosch.
8. Veghel, kantongerecht der 3e klasse. Kantongerecht in raadhuis uit 1877. Opgeheven in 1934, verdeeld over 's-Hertogenbosch, Boxmeer, Helmond en Eindhoven.
9. Boxmeer, kantongerecht der 3e klasse. Het gerechtsgebouw dateert uit 1863. In 2013 werd Boxmeer gesloten.
10. Eindhoven, kantongerecht der 2de klasse. Gerechtsgebouw uit 1842 (gebouwd voor rechtbank). Na sluiting van de rechtbank in 1877, naar kantongerecht.
11. Asten, bestaande uit de gemeenten: Asten, Budel, Soerendonk, Sterksel en Gastel, Leende, Heeze, Someren, Lierop, Vlierden, Deurne en Liessel en Bakel en Milheeze. Opgeheven in 1877, gemeente Heeze naar Eindhoven, overige gemeenten naar Helmond.
12. Helmond, kantongerecht der 3de klasse. Het gerechtsgebouw dateert uit 1906. Helmond werd in 2013 gesloten.
13. Oirschot, kantongerecht der 3de klasse. Het gerechtsgebouw dateert uit 1906. Opgeheven in 1934, kanton verdeeld over Eindhoven, Tilburg en 's-Hertogenbosch.
14. Breda, kantongerecht der 2de klasse
15. Ginneken, bestaande uit de gemeenten Ginneken en Bavel, Chaam, Gilze en Rijen, Alphen en Riel, Zundert en Wernhout, Baarle-Nassau en Rijsbergen. Opgeheven in 1877 en verdeeld over Breda en Tilburg.
16. Oosterhout, kantongerecht der 3de klasse. Gevestigd in Vrijheidshuis uit 18e eeuw. Opgeheven in 1934, verdeeld over Breda en Tilburg.
17. Oudenbosch, bestaande uit de gemeenten: Oudenbosch, Roosendaal en Nispen, Rucphen Vorenseinde en Sprundel, Etten en Leur, Hoeven en Sint Maartenspolder, Oud en Nieuw Gastel en Dinteloord en Prinsenland. Opgeheven in 1877 en samengevoegd met Zevenbergen. Oorspronkelijk zou Oudenbosch de zetel worden, bij amendement werd gekozen voor Zevenbergen.
18. Zevenbergen, kantongerecht der 3de klasse. Gerechtsgebouw gereed in 1913, gerecht opgeheven in 2001.
19. Bergen op Zoom, kantongerecht der 2de klasse. Gerechtsgebouw gereed in 1898. Gebouw vernietigd in 1945, in 1951 naar Stationsstraat, nu aan de ZuidOostsingel. Bergen op Zoom blijft ook na 2013 open.

## Limburg
1. Maastricht, kantongerecht der 1ste klasse. Gerecht eerst gevestigd in het stadhuis, later in het Tweede Minderbroedersklooster. Van 1949 tot 1994 was het kantongerecht gevestigd in het herenhuis Vrijthof 19; daarna als onderdeel van de Rechtbank Maastricht in het voormalige ziekenhuis Sint Annadal.
2. Meerssen, bestaande uit de gemeenten Meerssen, Bunde, Amby, Beek, Bemelen, Berg en Terblijt, Eijsden, Gronsveld, Houthem, Heer, Itteren, Borgharen, Mesch, Rijckholt, Sint-Geertruid, Hulsberg, Schimmert, Ulestraten en Valkenburg opgeheven in 1877, verdeeld over Gulpen en Maastricht.
3. Heerlen, kantongerecht der 3de klasse. Gerechtsgebouw gereed in 1908. In 1976 naar nieuw gebouw, oude kantongerecht gesloopt. Heerlen is per 1 januari 2014 gesloten.
4. Sittard, kantongerecht der 3de klasse. Nieuw gebouw in 1964. Sittard is per 1 april 2013 gesloten.
5. Gulpen, kantongerecht der 3de klasse. Het gerecht was gevestigd in de  kantonhof. Gulpen werd opgeheven in 1934 en grotendeels gevoegd bij Maastricht.
6. Roermond, kantongerecht der 2de klasse. Samen met rechtbank in het voormalig bisschoppelijk paleis. later naar gebouw in Swalmerstraat. Roermond blijft ook na 2013 zittingsplaats.
7. Horst, bestaande uit de gemeenten: Horst, Broekhuizen, Grubbenvorst, Helden, Meerlo, Sevenum, Venray en Wanssum. Opgeheven in 1877 en gevoegd bij Venlo.
8. Venlo, kantongerecht der 3de klasse. Gerechtsgebouw gereed in 1898, verloren in 1970, nieuw gebouw. Venlo is per 1 april 2013 gesloten.
9. Weert, kantongerecht der 3de klasse, opgeheven in 1934, grotendeels gevoegd bij Roermond.
10. Gennep, bestaande uit de gemeenten Gennep, Bergen, Mook en Ottersum. Opgeheven in 1877 en verdeeld over Nijmegen en Boxmeer.

## Flevoland
1. Lelystad. In 1982 Lelystad aangewezen als nevenzittingsplaats van Harderwijk. In 1994 een eigen kantongerecht dat in 2001 samen met de vestiging Lelystad van de rechtbank Zwolle-Lelystad een eigen gebouw krijgt. Almere werd voor kantonzaken vanaf 2002 nevenzittingsplaats.